# Antiquário

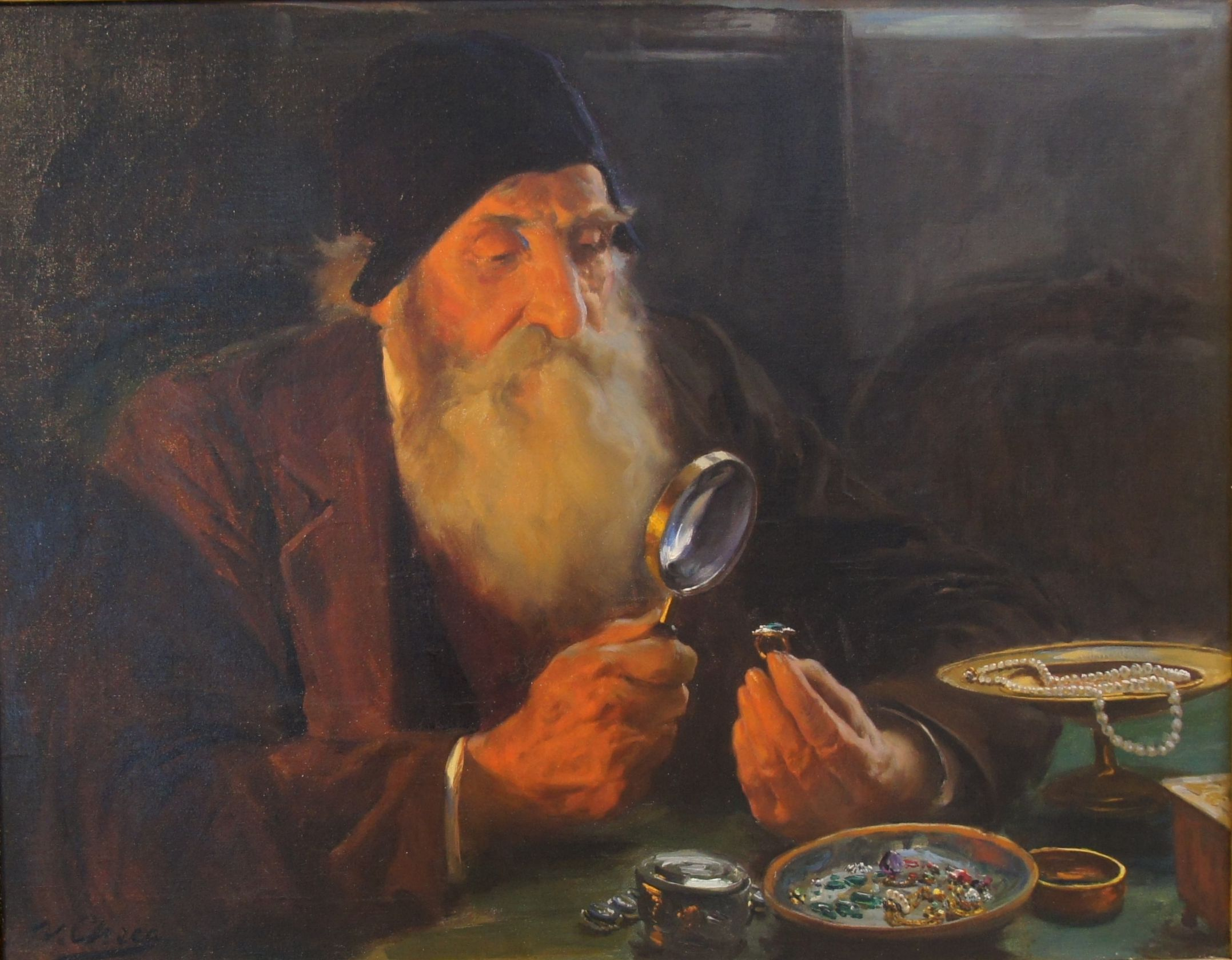
O Antiquário, óleo sobre tela por Ulpiano Checa em 1908

Antiquário (do latim antiquarius, aquele que gosta de antiguidades) pode designar tanto um entusiasta, admirador ou comerciante de coisas antigas, quanto um estudioso que se dedica à investigação sobre as antiguidades, isto é, todo tipo de evidência material ligada ao passado. O antiquariato é a modalidade de pesquisa dos estudos históricos desenvolvida pelo antiquário desde a Antiguidade até o final do século XIX, caracterizada por uma abordagem que inclui a erudição, a categorização, a descrição sistemática e o levantamento de fontes. O papel da pesquisa antiquária é avaliado por muitos como fundamental para o desenvolvimento metodológico de disciplinas históricas, particularmente a história e a arqueologia.
As origens da pesquisa antiquária são identificadas nas civilizações da antiguidade situadas no Antigo Egito, na Mesopotâmia, na Grécia Antiga, na Roma Antiga e na China. Dentre as características principais do antiquariato neste período, pode-se citar o forte vínculo da pesquisa com a religião e a política, tendo em vista o fato de que todas elas buscaram, de alguma forma, restaurar tradições culturais e cultos religiosos do passado através do estudo sobre as suas evidências materiais, cada uma à sua maneira. No período medieval, estudos indicam a existência do antiquariato na Europa desde a Alta Idade Média, praticado por governantes e membros da aristocracia. Há bastante controvérsia sobre o caráter e a relevância do antiquariato nas sociedades europeias, sua relação com os antiquários romanos e o peso do poder eclesiástico na sua orientação. Enquanto alguns percebem a influência do antiquariato romano desde o século VIII, outros afirmam que esta só viria a acontecer a partir do século XV. Os estudos sobre o antiquário chinês neste período concordam que a investigação sobre as antiguidades torna-se significativa a partir do século XI, durante a Dinastia Song, com a publicação das primeiras obras que compuseram a base de uma tradição de pesquisa continuada nos séculos seguintes, pautada especialmente no comentário extensivo sobre fragmentos epigráficos.
No decorrer dos séculos XV, XVI e XVII, muitos pesquisadores consideram que houve uma gradativa retomada dos conceitos romanos da pesquisa antiquária, que valorizavam o estudo do passado clássico, assim como uma abordagem que se baseava nas técnicas específicas operadas pelos antiquários antigos, como a escrita sistemática e descritiva, em decorrência de um movimento de renovação dos estudos sobre as línguas clássicas no contexto europeu. Segundo esta perspectiva, o antiquariato renascentista teria se iniciado na Itália do Quattrocento, e a partir de então se espalhado por boa parte da Europa na forma de uma metodologia científica organizada. Neste período, o antiquariato não foi de menor importância na China, que deu sequência aos estudos epigráficos dos séculos anteriores, embora alguns estudos apontem um declínio dos estudos antiquários entre os séculos XV e XVII. Entre os séculos XVIII e XIX, para grande parte dos estudiosos no tema, houve o ápice da pesquisa antiquária, reunida em torno de diversas sociedades eruditas que se difundiram pela Europa. O antiquariato europeu moderno travou um intenso diálogo com outras disciplinas históricas, como a história e a arqueologia. Uma das características centrais do antiquário, no século XVIII europeu, foi a preferência pelo estudo das antiguidades regionais, que se tornavam objetos de diversas pesquisas que tinham por objetivo a restauração do passado regional das nações europeias, não se limitando à antiguidade clássica. Também no caso chinês considera-se o século XVIII como o apogeu do antiquariato, levado a cabo por estudiosos da Dinastia Qing. No que diz respeito ao Japão, estudos afirmam que, no decorrer do setecentos, a pesquisa antiquária já se difundia na sociedade, sendo incorporada por diferentes grupos sociais. No Brasil, alguns elementos do antiquariato moderno influenciaram estudiosos ligados a instituições vinculadas aos estudos históricos, como a Academia Brasílica dos Esquecidos, o Instituto Histórico e Geográfico Brasileiro e a Biblioteca Nacional do Rio de Janeiro.
Durante o século XX o antiquário paulatinamente desapareceu enquanto um estudioso erudito das antiguidades, tendo suas práticas de pesquisa sido incorporadas por diversas outras ciências mais especializadas. As Sociedades Antiquárias, que ao longo do período moderno serviram como local de encontro, produção e divulgação de pesquisa científica por indivíduos que se identificavam como antiquários, entraram em declínio após a separação e especialização das disciplinas dos estudos históricos e clássicos. Em função disto, atualmente a palavra antiquário é quase invariavelmente associada a uma loja ou a um comerciante de objetos ou livros antigos (v. Antiquário (local)). O antiquariato esteve sempre em contato com a historiografia, sendo possível dizer que as duas ciências se influenciaram mutuamente ao longo da história. De forma semelhante, o antiquariato foi de suma importância para a constituição da arqueologia no século XIX. Todavia, certas características são próprias a cada uma destas abordagens, sendo necessário elaborar algumas distinções terminológicas entre antiquários, historiadores e arqueólogos. Além disso, a figura do antiquário foi objeto de inúmeras figurações ao longo do período moderno, tanto nas artes visuais, quanto na literatura  e na filosofia, como mostram os romances e ficções de Walter Scott e Montague Rhodes James, assim como a obra de Friedrich Nietzsche.

## História

### Antiquário antigo

#### Egito

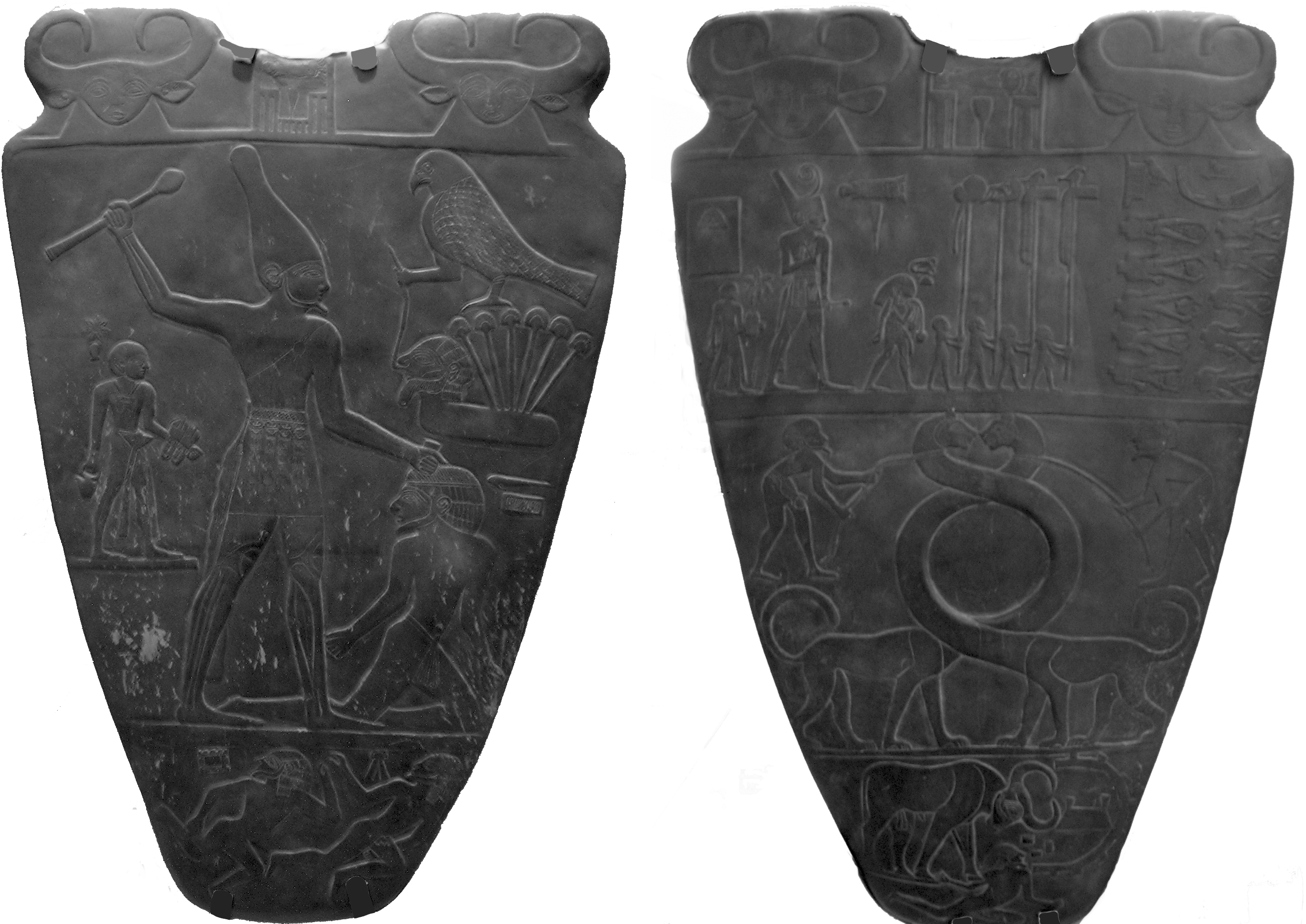
A Paleta de Narmer, datada de
O artefato contém inscrições sobre o acontecimento histórico da unificação entre Alto e Baixo Egito sob o faraó Narmer

Na antiguidade egípcia é possível vislumbrar a existência do antiquário através dos estudos dos artefatos materiais, principalmente pela valorização das construções antigas como relíquias de períodos de grandeza política quanto como fontes de informação sobre o passado dessas civilizações.
Desde a XX dinastia (1991–1786 a.C.), escavadores começaram a copiar os estilos artísticos e arquitetônicos de épocas anteriores, que viriam a ser incorporados na construção das tumbas para a realeza. Na XIX dinastia, o príncipe Caemuassete, filho do faraó Ramessés II, se dedicou a estudar os textos associados às construções religiosas abandonadas próximas a capital Mênfis, com o intuito de reparar as estruturas e reviver os cultos ali praticados. No decorrer da XVIII dinastia (1552–1305 a.C.), escribas elaboraram estudos sobre os registros dos antigos festivais, visando reforçar a autenticidade e o poder ritualístico de suas práticas.

#### Mesopotâmia
De forma semelhante ao antiquário egípcio, na Babilônia, capital da Mesopotâmia, o rei Nabonido, em conjunto com outros governantes elaborou escavações e estudos sobre as ruínas de antigos templos na Mesopotâmia para que pudessem ser reconstruídos e seus cultos restaurados. Tanto para os egípcios quanto para os babilônicos, o interesse nas evidências materiais do passado possuía uma orientação religiosa. Segundo alguns estudos de arqueologia histórica, era compartilhada entre estas civilizações a crença de que os deuses estabeleceram uma forma perfeita de sociedade no que acreditavam ser o início dos tempos, sendo que os monumentos, inclusive registros escritos do passado, constituíram conexões para épocas que estavam mais próximas da criação do Universo, e que, desta forma, forneciam modelos civilizacionais a serem seguidos. Seguido esta lógica, se constituíram coleções de artefatos antigos, como estátuas e textos, que tinham o objetivo de tornar os rituais mais puros e sagrados. Uma das coleções mais conhecidas deste tipo foi a de Enigaldi-Nana, filha de Nabonido, por vezes descrita como o mais antigo museu de antiguidades (museu de Enigaldi-Nana).

#### Grécia
Na Grécia Antiga, não havia uma nomenclatura consensual para designar o antiquário, referido por termos como kritikós (κριτικός), philólogos (φιλόλογος), polyístōr (πολυíστωρ) ou grammatikós (γραμματικός), todavia, os estudos antiquários se encaixavam na denominação archaiología (ἀρχαιολογία), fusão da expressão grega archaîos (ἀρχαῖος), que significa "antigo", com o sufixo logía (λογία), que significa "conhecimento". O termo archaiológos para se referir ao estudioso das antiguidades já aparecia no Hípias Maior, de Platão. Tal designação indica que, desde a segunda metade do século V a.C., era feita a distinção entre a história política, como a praticada por Tucídides, focada na narrativa, e a pesquisa erudita, que preferia a forma do tratado sistemático. Trabalhos que possivelmente compuseram este segundo grupo foram Antiguidades Romanas, de Dionísio de Halicarnasso, Sobre as nações, Nomes das nações, As fundações dos povos e das cidades e Os costumes dos não gregos, de Helânico de Lesbos, Nomes das nações, de Hípias de Élis, e Sobre os pais e antepassados daqueles que lutaram em Troia, atribuído a Damastes ou Polus.

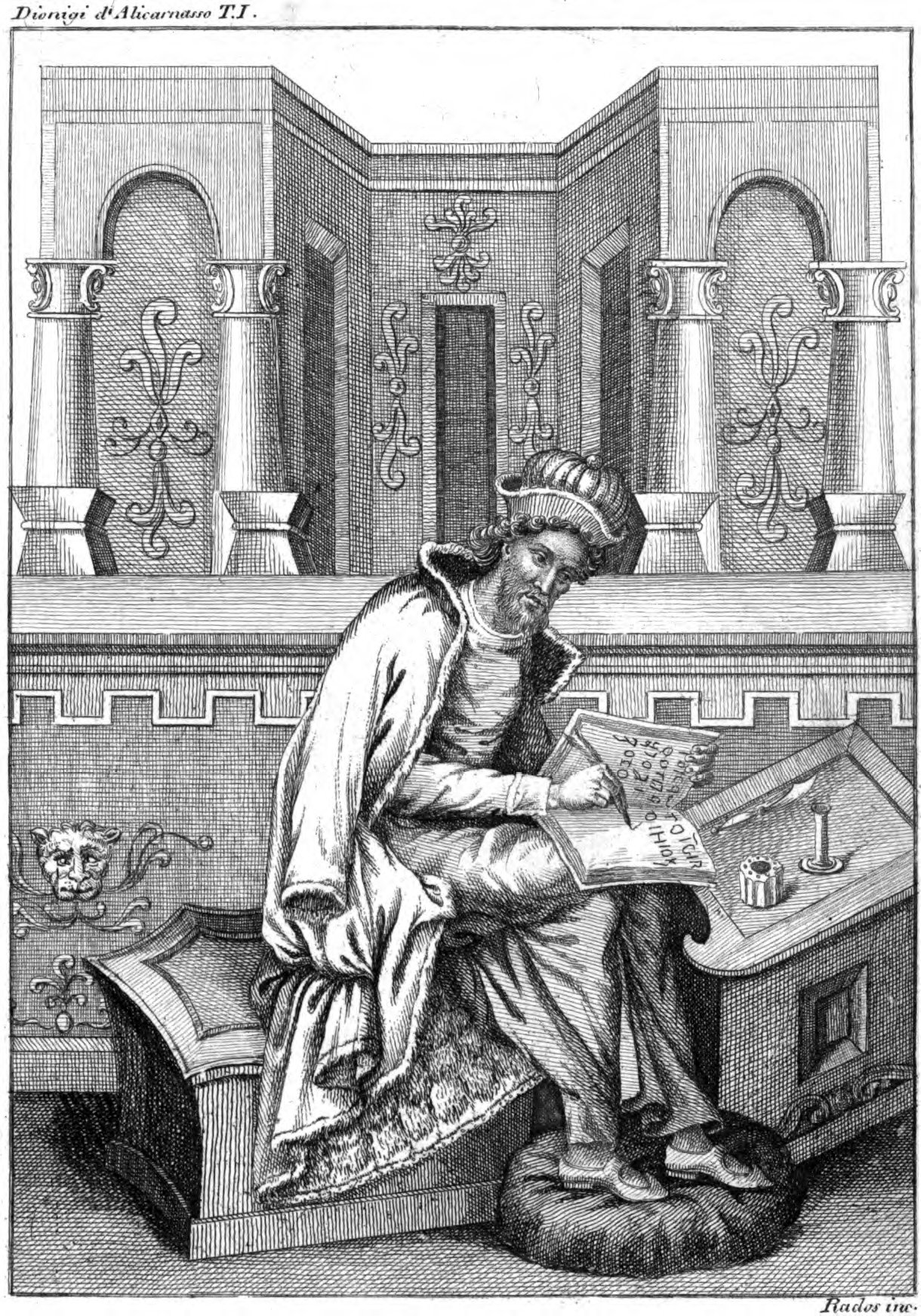
Gravura de Dionísio de Halicarnasso.
Autor desconhecido, sem data.

De forma geral, a pesquisa antiquária na sociedade grega tinha uma importância essencialmente prática, visando o estabelecimento de cronologias mais precisas para o passado da Grécia. Alguns exemplos são as listas dos ganhadores dos jogos olímpicos elaboradas por Hípias, assim como as listas das sacerdotisas da deusa Hera na cidade de Argos e dos ganhadores das competições musicais da Carneia - uma celebração em homenagem a Apolo que ocorria nas cidades dóricas, como Esparta - ambas compiladas por Helânico. Este último, por exemplo, é considerado por estudiosos da área como o fundador da atidografia, um gênero de escrita histórica, semelhante à mitografia, mas que se dedicava ao estudo específico da região da Ática, principalmente da cidade de Atenas. Enquanto estudiosos das coisas antigas, os atidógrafos gregos elaboraram histórias locais cobrindo tópicos diversos, como as origens dos nomes dos lugares, dos fenômenos topográficos, das famílias, dos cultos religiosos, das instituições políticas e administrativas, etc.
Durante o período clássico, a erudição e a pesquisa filosófica estiveram conectadas. Assim aconteceu, por exemplo, na obra Leis, de Platão, que examinava as origens da civilização, assim como nas obras de seu aluno Heráclides do Ponto, como Sobre os pitagóricos e Sobre as descobertas. No entanto, a erudição combinou com a filosofia mais notadamente na escola de Aristóteles, representada por alunos como Teofrasto e Dicearco de Messina. Alguns exemplos de pesquisa antiquária levada a cabo pelo Estagirita foram a recuperação, nos arquivos de Atenas, dos registros das competições dramáticas organizadas na cidade em tempos passados, intitulada Didascálias, além de uma lista dos campeões dos Jogos Pítios, elaborada em conjunto com seu sobrinho Calístenes com base nos arquivos do santuário de Apolo em Delfos. Uma das características marcantes da ciência aristotélica foi a combinação da pesquisa antiquária com a crítica e a editoração textual, elaborada por Demétrio de Faleros, um aluno de Teofrasto, entre outros. No século II a.C., a pesquisa antiquária se deu na forma de histórias locais e descrições geográficas, chamadas de periegesis, que podiam abranger a Grécia inteira, como em Pausânias e Polemo, ou limitar-se a região de Atenas, como em Filocoro, um dos mais ativos escritores sobre as inscrições e instituições religiosas da Ática.

#### Roma
A origem da pesquisa antiquária na Roma antiga remete à obra de Marco Terêncio Varrão, As antiguidades das coisas humanas e divinas, conhecida, principalmente, graças aos comentários de Marco Túlio Cícero e Agostinho de Hipona. Por ter produzido uma descrição dos aspectos da vida romana que fosse não apenas erudita, mas igualmente sistemática e totalizante, Varrão estabeleceu um novo padrão para os estudos antiquários, destacando-se entre os estudiosos helenísticos que o precederam. O tratamento sistemático do objeto de pesquisa foi o elemento central da distinção entre antiquários e historiadores na Antiguidade. Enquanto estes elaboravam narrativas com uma sucessão de acontecimentos ordenada cronologicamente, o fator tempo era de importância menor para os estudos antiquários, que prezavam pela descrição.

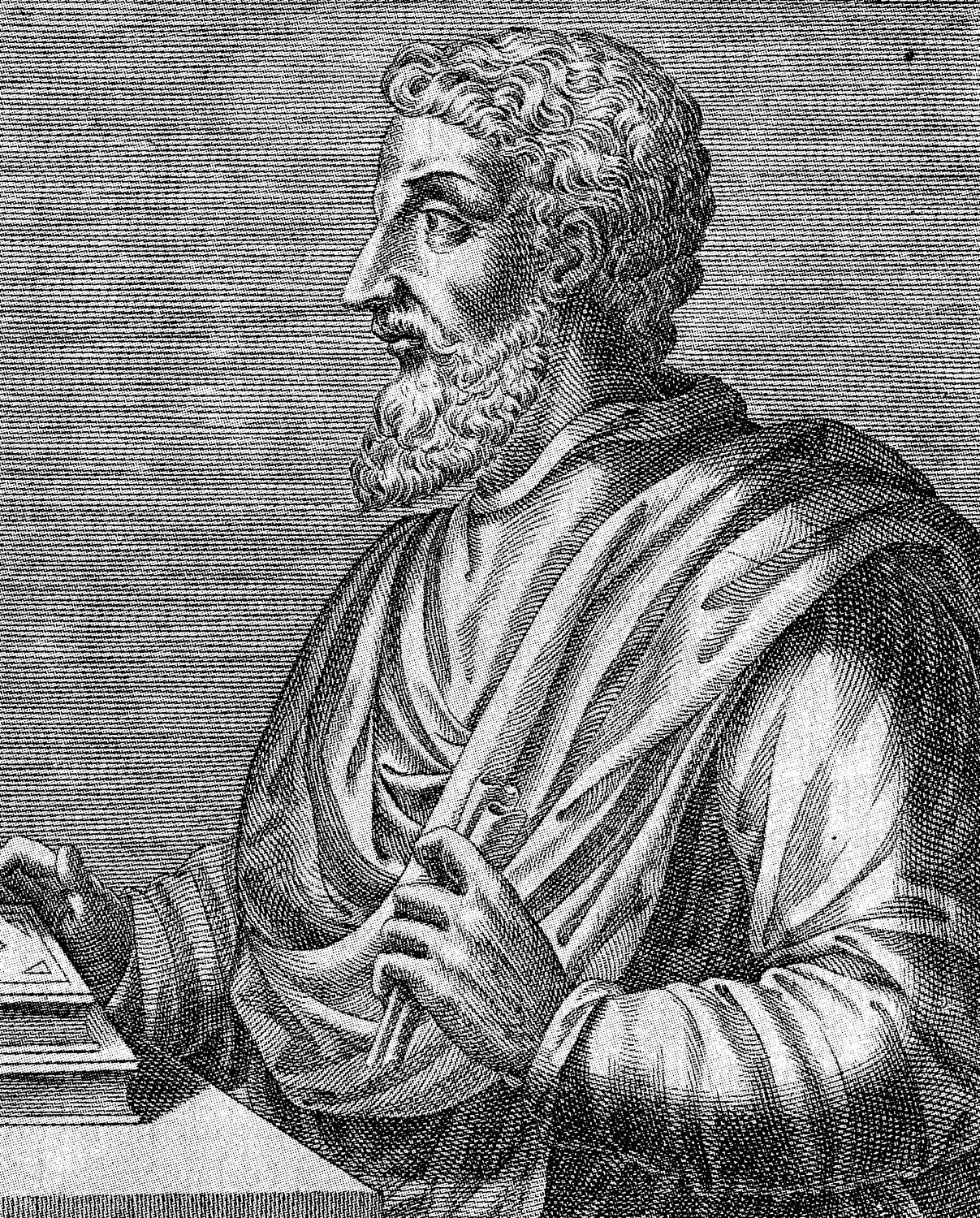
Gravura de Varrão.
Autor desconhecido, sem data

O período de Varrão, entre os séculos II e I a.C., marca o início da ocupação e influência dos romanos sobre a Grécia, fenômeno que traz consigo algumas transformações na pesquisa antiquária. Durante o período helenístico, o antiquário realizava tarefas como a edição e comentário de textos literários, a reunião de tradições antigas sobre cidades individuais, regiões, santuários, deuses e instituições, a descrição sistemática de monumentos, a cópia de inscrições, a compilação de biografias, bem como a redação de cronologias. Posteriormente, os romanos dariam a estas tarefas um novo sentido, entendendo-as como uma necessidade cultural e política. Absorver os métodos do antiquariato grego forneceria elementos de coesão social, tais como os "costumes a serem reavivados e precedentes a serem respeitados", tornando-se esse conhecimento um vantajoso instrumento político, especialmente durante o Império Romano. Além disso, a expansão do território pode explicar em parte a ampliação dos interesses de pesquisa característico do antiquariato romano, que assume um caráter enciclopédico. A obra de Varrão se situa no início desta transição, sendo ele considerado por alguns historiadores como o pai dos modernos estudos antiquários.
A capacidade sistemática e a amplitude de resultados da pesquisa de Varrão fizeram com que ele se destacasse de seus predecessores. Sua influência se faz perceber em Dionísio de Halicarnasso, Suetônio, Macróbio, Símaco, entre outros. A abordagem antiquária de Varrão é transmitida diretamente para seu contemporâneo Cícero, cuja obra Da República faz uso dos principais artifícios do antiquariato romano, como a etimologia, a citação e a argumentação. Como um todo, a pesquisa histórica antiquária na Antiguidade foi caracterizada pelo uso extensivo de quadros, moedas, estátuas, inscrições, monumentos e arquivos. Diferentemente dos historiadores da época, mais preocupados com o aspecto político de suas narrativas, os antiquários orientavam sua prática de pesquisa a partir da busca sistemática de documentos e fontes.

#### China
No século II a.C., a abordagem antiquária foi utilizada na obra historiográfica de Sima Qian, que visitou pessoalmente ruínas antigas e examinou relíquias materiais do passado quando coletava informações para a sua influente obra sobre a China antiga, o Shi Ji (史記). Juntamente com outros historiadores chineses contemporâneos, Sima Qian estava interessado nas inscrições de objetos antigos como fontes primárias que pudessem ser utilizadas para suplementar e corrigir erros factuais presentes na literatura histórica que possuíam à disposição. Desde os primórdios, o antiquariato chinês tem como característica central o estudo epigráfico sobre objetos de pedra e bronze, como indica a própria denominação da ciência antiquária, jinshi xue (金石學, Estudo sobre metal e pedra). Enquanto alguns historiadores chineses modernos, como Wang Guowei e Ma Heng, afirmam que a origem do antiquariato remete ao florescimento das pesquisas epigráficas do século XII a.C., outros, como Zhu Jianxin argumentam que já havia estudos jinshi desde a Dinastia Hã (202 a.C.–220 d.C.).

### Antiquário medieval

#### Europa
Ao longo da Idade Média, a pesquisa antiquária jamais desapareceu. Todavia, alguns historiadores afirmam que a ideia varroniana de antiquitates - enquanto redescoberta de uma civilização por meio de sua descrição sistemática - tenha caído em desuso, de forma que o modelo antigo do antiquário teria sido impraticado desde meados do século VII até o XIV, retornando paulatinamente nas obras de Petrarca e Flavio Biondo, para finalmente ressurgir com plenitude no livro Antiquitatum romanarum corpus absolutissimum, de Johannes Rosinus, levado a público em 1585.

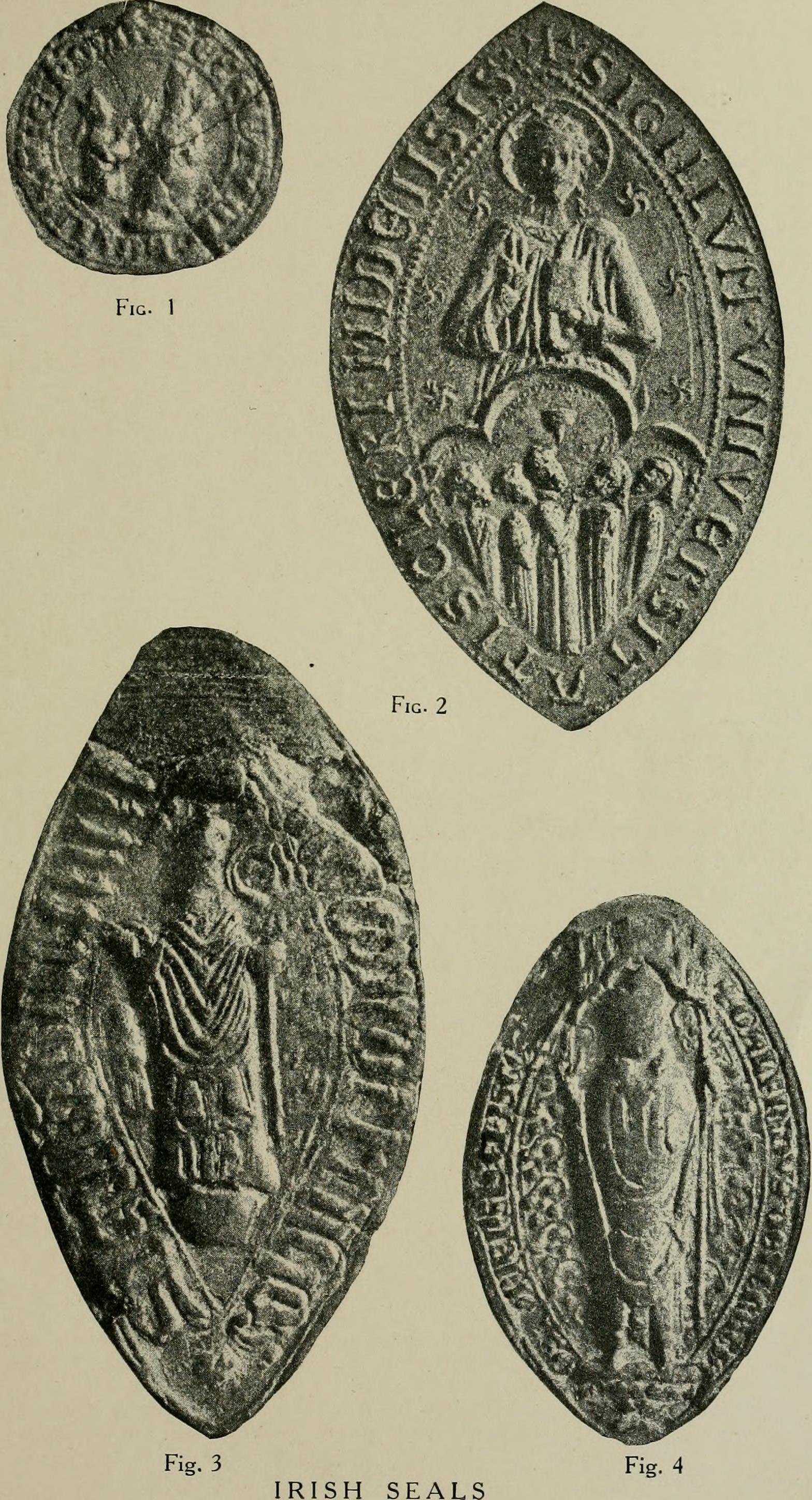
Selos irlandeses do século XIII.
Royal Society of Antiquaries of Ireland, 1915.

Outros afirmam que o antiquariato medieval teria apresentado seus primeiros sinais na arte e na arquitetura de Nicola Pisano, na genealogia de Rodolfo IV da Áustria e no colecionismo de João de Berry, ainda que as antiguidades tenham, em geral, deixado de suscitar interesse científico até aproximadamente o século XIII, sendo preservadas em catedrais, igrejas e abadias por motivos de veneração religiosa. Destaca-se também a influência do antiquariato romano nos governantes Merovíngios da França (476 - 750) e nos reis Lombardos do norte da Itália (568 - 774), que teria imitado a epigrafia e a numismática romanas. Carlos Magno, por exemplo, em seus esforços para justificar sua reivindicação de sucessor dos imperadores romanos, restaurou expressões artísticas típicas da Roma antiga, como as estátuas de bronze e os mosaicos.
Entre as obras de antiquários medievais, destacam-se as enciclopédias, como as Etymologiae de Isidoro de Sevilha, que propõem um levantamento sistemático do conhecimento produzido no mundo Antigo. Outros historiadores eclesiásticos também fizeram uso de inscrições e outros documentos típicos da abordagem antiquária para fundamentar as suas ideias, como atestam as obras Liber Pontificalis, de Agnelo de Ravena, e De antiquitate Glastoniensis Ecclesiae, de Guilherme de Malmesbury. Obras do século XIV, como a Genealogia Deorum de Boccaccio ou De laborius Herculis de Salutati, ainda apresentavam uma clara dependência em relação aos métodos medievais de pesquisa antiquária. Na Inglaterra do século XV, o antiquariato medieval desenvolveu-se fortemente entre os monges católicos, tais como John de Glastonbury, Walter Frocester, Thomas Elmham, Thomas Burton, John Wessington, Thomas Rudborne e John Flete. Para os monges, os estudos antiquários se confundiam com os históricos, e suas motivações giravam em torno da construção de uma narrativa grandiosa e instrutiva sobre o passado do monasticismo, a promoção da ética monástica, ou simplesmente a curiosidade e o interesse pessoal.

#### China
Houve um forte interesse antiquário na China medieval, especialmente ao longo do período final da Dinastia Song (960 – 1279), entendido como efeito de um reflorescimento do confucionismo entre a comunidade letrada, bem como pela escavação de diversos vasos de bronze da Dinastia Shang (1600–1046 a.C.).

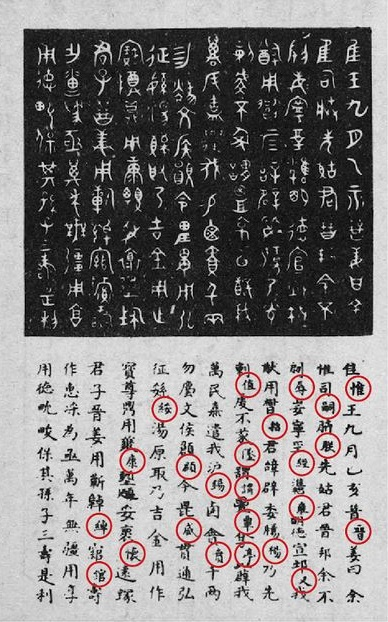
Cópia da inscrição Jin Jian-ding (晉姜鼎), transcrita por Lü Dalin no Kaogu tu

Um dos primeiros e mais importantes trabalhos deste tipo que se preservaram foi o Kaogu tu (考古圖, Catálogo Ilustrado de Antiguidades Examinadas), de Lü Dalin (1046–1092), que apresenta uma descrição em palavras e desenhos de 210 artefatos de bronze datados das dinastias Shang e Han. As inscrições encontradas nos objetos foram estudadas enquanto fontes de informações sobre a história e epigrafia antigas que não podiam ser transmitidas pelos textos escritos. A obra de Lü forneceu detalhes sobre os aspectos formais, históricos e ritualísticos dos objetos analisados no livro, incluindo sistematicamente desenhos que representavam os seus formatos e decorações.
Considerável avanço destes estudos é associado à obra do antiquário, historiador e político Ouyang Xiu, cuja obra Jigu lu (集古錄, Registros sobre antiguidades colecionadas) apresenta uma compilação de 400 cópias desenhadas de inscrições em objetos de pedra e bronze das Dinastias Zhou (1046–256 a.C.) e Tang (581 - 618), sendo considerada uma das mais importantes referências para os estudos antiquários posteriores. O modelo de Xiu foi seguido, por exemplo, por Zhao Mingcheng em sua obra Jinshi lu (金石錄, Coleção de Textos sobre Metal e Pedra), compilada postumamente por sua esposa, a poeta Li Qingzhao (李清照), entre os anos 1119 e 1125. A compilação reuniu aproximadamente 2000 cópias desenhadas de inscrições, acompanhadas de explicações sobre a época em que os objetos em questão foram feitos e outros detalhes relevantes. Outro trabalho importante deste período foi o Xuanhe bogu tu (宣和博古圖, Catálogo ilustrado do tesouro antigo do período Xuanhe), abreviado para Bogu tu, compilado pelo ministro e acadêmico Wang Fu, obra que descreve e ilustra 839 objetos da coleção imperial do reinado Xuanhe, organizando-as em mais de cinquenta categorias de objetos.

### Antiquário pré-moderno
No decorrer dos séculos XVI e XVII, percebe-se um desenvolvimento vigoroso do antiquariato europeu, que incorporou os ideais do Renascimento. Nesta perspectiva, o modelo antigo de Varrão foi superado em diversos aspectos, especialmente pela combinação das evidências arqueológicas com as literárias e epigráficas, que incluíam a cronologia, a topografia, a lei e a religião. Outra característica importante do antiquário pré-moderno é seu rigor metodológico, expresso no exame crítico das fontes, na exigência de transcrições exatas dos documentos originais, no uso de bibliografias completas, citações referenciadas, etc.

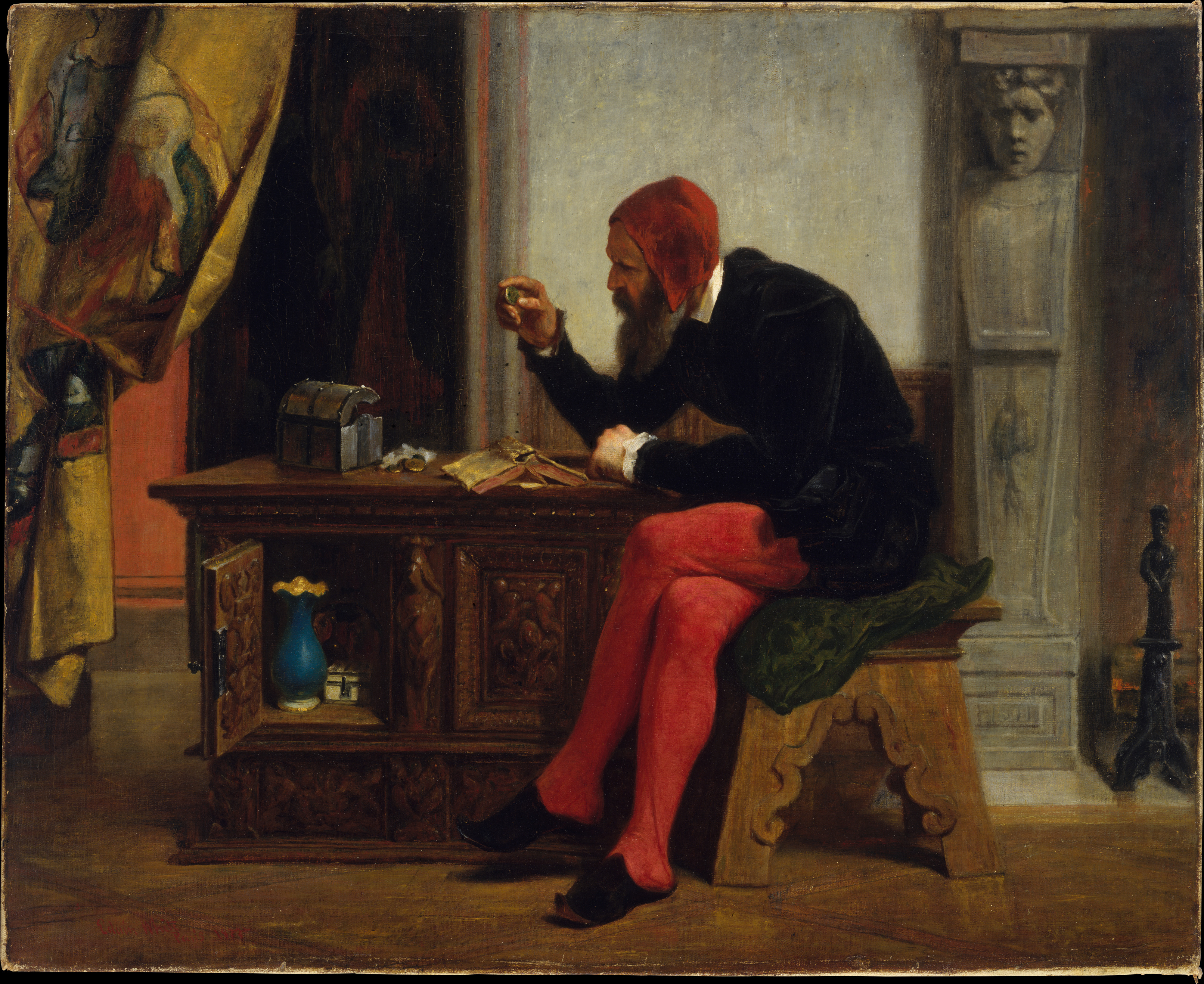
The Antiquary.
Por Edwin White, óleo sobre tela, 1855.

No final do século XVII, os estudos históricos foram questionados em função de sua falta de precisão sobre os fatos do passado. Diversas críticas foram dirigidas à historiografia por parte daquilo que viria a ser conhecido como pirronismo histórico, uma corrente filosófica formada por indivíduos que desacreditaram na ideia de um conhecimento histórico seguro e confiável, tais como François de La Mothe Le Vayer em seu Du peu de certitude qu'il y a dans l'histoire (A pouca certeza que existe na história), publicado em 1686, e Pierre Bayle em sua Critique générale de l'histoire du calvinisme (Crítica geral à história do calvinismo). A refutação desta perspectiva cética ao longo deste século foi feita não tanto por historiadores, mas pelos antiquários, como Ludovico Antonio Muratori em seu Delle forze dell'entendimento umano ossia il pirronismo confutado (Da força do entendimento humano ou o pirronismo refutado), e Jacques Spon, que, em sua Réponse à la critique publiée par M. Guillet (Resposta à crítica publicada por M. Guillet), afirmou a confiabilidade da evidência arqueológica. Deve-se lembrar que, ainda no século XV, a expressão antiquitates poderia significar simplesmente a “história”, como atesta a obra Antiquitates Vicecomitum, escrita por Giorgio Merula em 1486, ou também “ruínas” e “momumentos”, como nas Antiquitates urbis (Cidade antiga) de Pomponio Leto. De qualquer forma, o antiquário enquanto um amante, colecionador e estudante das tradições antigas e seus vestígios foi um dos conceitos mais importantes para o humanismo dos séculos XV e XVI.

#### Itália
Segundo alguns historiadores, o antiquariato pré-moderno apresenta seus primeiros frutos nas obras de Biondo, como Roma Triumphans (Triunfo de Roma), publicado em 1459, De Roma instaurata (Roma instaurada), publicada entre 1444 e 1446, Italia Illustrata (Itália Ilustrada), publicada em 1474, consideradas por alguns como as primeiras pesquisas científicas sobre as antiguidades. Biondo veio a se tornar uma importante referência para os antiquários italianos dos anos posteriores, como Carlo Sigonio, Fulvio Orsini, Augustinus, Justus Lipsius, Felice Feliciano, Francesco Sansovino, Leon Battista Alberti, Muratori e Pirro Ligorio. Avanços importantes para o antiquariato também foram feitos na área da epigrafia por humanistas contemporâneos de Biondo, como Poggio Bracciolini, Ciríaco de Ancona e Giovanni Giocondo. Este último, por exemplo, foi um dos primeiros estudiosos que aplicaram os métodos da filologia sobre as inscrições antigas, organizando-as em famílias de inscrições de acordo com a sua origem. Tanto no século XVII quanto no início do XVIII, os antiquários italianos foram profundamente influenciados por Galileu Galilei, que lhes deu a confiança de poder examinar as evidências materiais do passado de forma científica.

#### Grã-Bretanha
No início do século XVI, a pesquisa antiquária ainda não dava muita ênfase para o seu aspecto arqueológico na Grã-Bretanha, preferindo antes a investigação documental sobre as inscrições textuais e a literatura antiga do que os objetos materiais. A emergência do interesse científico pelas evidências materiais é normalmente atribuída aos trabalhos pioneiros dos antiquários John Leland, John Stow e John Twyne, que, entre outros, influenciaram em grande medida a forma tomada pelo antiquariato seiscentista.

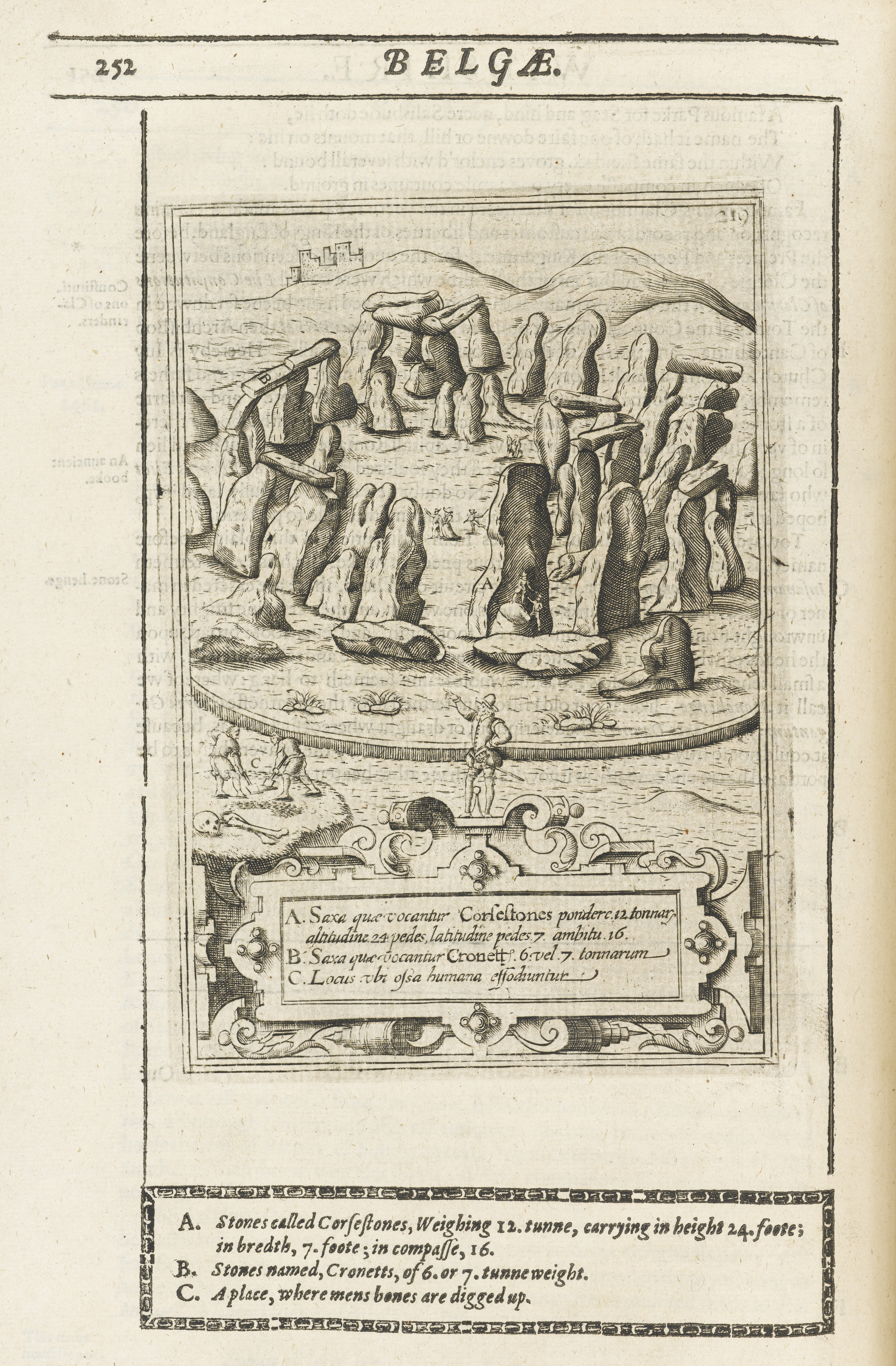
Ilustração de Stonehenge na Britannia de Camden.
Autor desconhecido, sem data.

Ao final do século XVI, surge a famosa Britannia, de William Camden, que buscou elevar o poderio inglês sobre as nações europeias ilustrando a antiguidade de suas origens. Publicada originalmente em 1586, sua divulgação coincidiu com a fundação da primeira sociedade antiquária da Inglaterra, e posteriormente recebeu revisões e ampliações para a nova publicação, em 1695, um século mais tarde. O livro oferecia uma investigação sobre a origem nacional dos ingleses e uma descrição pormenorizada do território britânico, cuja riqueza de detalhes era sem precedentes. O objetivo primordial de Britannia era caracterizar a Grã-Bretanha como uma província do Império Romano, no entanto, os vastos resultados da pesquisa de Camden demonstraram que o passado daquela região incorporava outras influências além dos romanos.
A obra de Camden foi revolucionária para os estudos antiquários de sua época, se tornando a principal referência para pesquisas posteriores. No decorrer deste período que abarca o século XVII, o antiquariato britânico deixou de se restringir a um pequeno grupo de letrados, passando a ser o objetivo comum de um grande número de indivíduos. Ao final deste século, a atividade antiquária já se especializava em áreas distintas, como a topográfica, a literária, a eclesiástica e a arqueológica. Outros nomes importantes do antiquariato britânico seiscentista são John Selden, James Ussher, Thomas Browne, Thomas Fuller e John Aubrey. Este último, por exemplo, foi o autor de uma das principais pesquisas antiquárias deste período, a Monumenta Britannica, uma das primeiras investigações sobre os monumentos antigos ao longo da Inglaterra, como o Stonehenge e os círculos de pedra na região de Avebury.
No século XVII, o avanço nos estudos históricos se deu principalmente pelo trabalho com as fontes históricas elaborado pelos antiquários, enquanto a historiografia estava mais preocupada com a elaboração de um discurso narrativo. No caso específico da Inglaterra, afirma-se que o movimento antiquário surgiu da convergência entre os estudos históricos renascentistas e os ideais da Reforma, que promoviam a construção da identidade nacional e a preservação da ancestralidade religiosa. Além disso, a prática da pesquisa antiquária nas Ilhas Britânicas possuía uma forte qualidade emocional, atribuindo ao processo um caráter de aventura e êxtase, movida pelo desejo insaciável de entrar em contato com passados remotos.

#### Portugal
Um dos principais humanistas portugueses que se dedicou à pesquisa antiquária foi André de Resende, cuja obra De Antiquitatibus Lusitaniae (Antiguidades da Lusitânia) reuniu uma série de cópias e comentários sobre inscrições epigráficas referentes à região da antiga Lusitânia, onde fica Portugal atualmente. O livro estava ainda sendo organizado para publicação quando Resende morreu, em 1573, sendo o trabalho retomado sete anos mais tarde pelo editor Diogo Mendes de Vasconcelos, por ordem do monarca Filipe II. Vasconcelos completa a obra de Resende e a publica em 1593, adicionando um capítulo sobre a cidade de Évora.

#### China
Alguns historiadores relatam o interesse pela arqueologia e pelas antiguidades na China durante a Dinastia Ming (1368 – 1644), presente em obras como Desenhos e Listas de Antiguidades e Pesquisas sobre Arqueologia Ilustrada, de He Liangjun, publicadas em 1569 e 1600. A sofisticação comercial da indústria editorial no período Ming se deu em função da grande demanda por cópias de textos que despertavam interesse antiquário. A obra de Liangjun Desenhos e Listas de Antiguidades, por exemplo, foi reeditada e reimpressa em 1588, 1596, 1599, 1600 e 1603. Mesmo assim, alguns estudiosos consideram que os antiquários chineses dos séculos XVI e XVII não chegaram a desenvolver estudos consistentes em áreas centrais para o antiquariato, tais como a epigrafia, que estuda as inscrições antigas, sustentando que tanto esta disciplina como outras se consolidariam apenas em meados do século XVIII, período no qual grandes coleções imperiais de antiguidades foram publicadas como parte de uma política cultural.

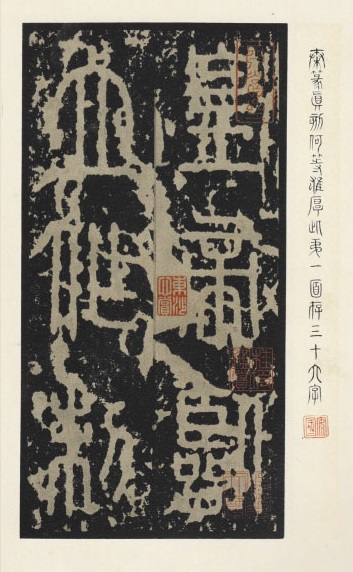
Inscrição parcial do Qin Taishan keshi, atribuída a Li Si (李斯)

Ainda que a pesquisa antiquária na Era Ming tenha sido caracterizada pela historiografia chinesa como uma fase de declínio, tal como Wei Juxian, que acusou os antiquários e colecionadores do período de produzirem imitações e falsificações, ou Zhu Jianxin, que criticou severamente os estudos antiquários Ming por serem repletos de erros, plágios e falta de criatividade, estudos mais recentes ressaltam a importância do antiquariato neste contexto, expondo as continuidades entre os períodos Song e Ming no que diz respeito ao estudo das inscrições. Por exemplo, as inscrições em pedra da Dinastia Chin (221–206 a.C.), tais como a Qin Taishan keshi (秦泰山刻石, Pedra Chin inscrita no Monte Tai), que tanto ocuparam os antiquários do período Song, como Ouyang Xiu e Liu Qi, foram consideradas relíquias essenciais para qualquer coleção de inscrições antigas no período Ming. 
Os estudos antiquários do período Ming seguiram, basicamente, três estruturas. Primeiro, o registro literal do conteúdo de inscrições antigas acompanhado de comentários analíticos, como em Jinshi guwen (金石古文, Textos Antigos em Metal e Pedra), de Yang Shen, e Jinxie linlang (金薤琳琅, Gemas da Pincelada Dourada), de Du Mu. Segundo, a escrita de comentários ou colofões para coleções de inscrições antigas, como em Yanzhou beikeba mokeba (弇州碑刻跋墨刻跋, Colofões do Mestre Yanzhou para Estela e Caligrafia), de Wang Shizhen, e Shimo juanhua (石墨鎸華, Gravuras Brilhantes em Tinta e Pedra). E, terceiro, a organização geográfica das antiguidades numa estrutura administrativa regional, como em Yudi beijimu (輿地碑記目, Geografia de Estelas Gravadas por Título), de Wang Xiangzhi, além de Tianxia jinshi zhi (天下金石志, Dicionários Geográficos sobre Metal e Pedra sob o Céu), de Yu Yizheng, e Jinshilin shidikao (金石林時地考, Investigação Crono-geográfica da Floresta de Metal e Pedra), de Zhao Jun.

#### Coletando antiguidades
Durante os séculos XV e XVI, constata-se um intenso comércio de antiguidades no Mar Mediterrâneo, onde diversos objetos do mundo antigo eram coletados nas regiões da Grécia, da Albânia e da Turquia, e depois transferidos para o mercado europeu através de cidades italianas, especialmente as portuárias, como Veneza. Uma das motivações para os indivíduos envolvidos neste comércio foi uma nova curiosidade em relação à cultura grega, iniciado com uma renovação do aprendizado do idioma grego antigo na Itália do século XV, no qual numerosos entusiastas viajaram ao oriente próximo em busca de manuscritos, moedas, estátuas de mármore, etc. As antiguidades referentes aos períodos medieval e bizantino, por outro lado, também foram valorizadas.
Neste contexto, os artefatos antigos passaram cada vez mais a serem vistos como objetos de prestígio, de prazer estético, sendo por isso coletados em grandes coleções privadas. Disseminava-se, assim, a prática do colecionismo de antiguidades que conectou humanistas, antiquários e comerciantes ao longo de toda a Europa. Algumas das maiores coleções antiquárias deste período foram a de Lorenzo de Médici, Ciríaco de Ancona, Niccolò Niccoli, Poggio Bracciolini, Lorenzo Lotto, entre outros.
Posteriormente, no século XVIII, o mercado das coleções de antiguidades continuou prosperando. No que diz respeito à cultura antiquária veneziana, por exemplo, pode-se dizer que foi influenciada por duas tendências complementares: de um lado, a percepção da antiguidade sob uma perspectiva ética e estética, que atribuía aos monumentos antigos valores morais e artísticos, representada por Angelo Querini, e, do outro, o estudo sobre o período medieval, elaborado cada vez mais sob uma perspectiva histórica, representada por Teodoro Correr. Juntos, Querini e Correr, representam os dois polos do antiquariato italiano dos anos setecentos. Enquanto a antiguidade clássica se encontrava oficialmente consagrada pelas instituições públicas, como as Academias e os Museus, as coleções de objetos medievais ficou restrita a coleções privadas, que, nesta época, valorizavam especialmente o conhecimento numismático. Na República de Veneza, a maioria dos colecionadores, como Nicolò Balbi, Tomasso Giuseppe Farsetti, Benedetto Valmanara, Pinelli, a família Obizzi, Tornieri e Jacopo Muselli, estavam exclusivamente interessados em objetos como moedas e medalhas. Da mesma forma, obras de cunho antiquário voltadas para a Idade Média fizeram uso frequente das coleções de moedas, como na obra Antiquitates italicae Medii Aevi (Antiguidades italianas medievais), de Ludovico Antonio Muratori.

### Antiquário moderno

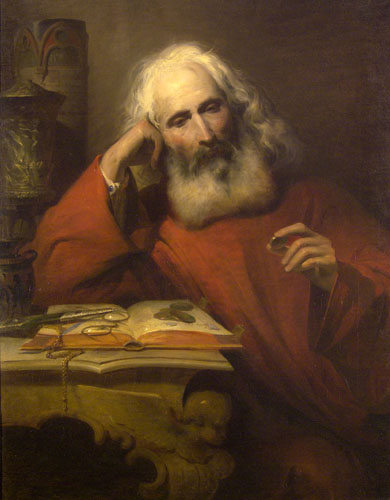
Antiquary.
Por Ede Heinrich, óleo sobre tela, 1846.

O século XVIII é tido por muitos como o apogeu da pesquisa antiquária, organizada institucionalmente em diversas sociedades antiquárias, como as fundadas em Londres em 1707 e Edimburgo em 1780. Este período chegou a ser denominado Era dos Antiquários, devido ao florescimento de publicações e descobertas arqueológicas na área, como as cidades soterradas de Herculano em 1736 e Pompeia em 1738, que incentivaram o aprimoramento científico do antiquariato a ponto de possibilitar uma verdadeira revolução no método histórico. Assim, alguns historiadores avaliam o desenvolvimento deste século como um processo de fusão entre as práticas do antiquário e do historiador, realizada em obras que buscaram associar pesquisa antiquária extensa com a formulação de uma narrativa histórica filosófica. A proposta de utilização das técnicas antiquárias na historiografia, por outro lado, já era feita no século XVI, como atesta a obra De historica facultate disputatio, publicada em 1548 por Francesco Robortello.
O ceticismo em relação ao conhecimento histórico continuou no século XVIII, no entanto, a defesa do conhecimento histórico com base nos preceitos do antiquariato se encontrava em estágio avançado. Por exemplo, o filólogo e teólogo Johann August Ernesti aceitava a comparação sistemática entre evidências literárias e não-literárias como um critério metodológico contra o pirronismo histórico em seu De fide historica recte aestimanda (1776). Uma opinião semelhante foi feita por Christian August Crusius no livro Weg zur Gewissheit uns Zuverlässigkeit der menschlichen Erkenntnis (Caminho para a Certeza na Confiabilidade do Entendimento humano), assim como num dos mais relevantes tratados sobre o método histórico deste século, o Allgemeine Geschichtswissenchaft (Princípios Gerais da Ciência Histórica), de Johann Martin Chladni. A característica central da historiografia no século XVIII é a preocupação em determinar a verdade sobre os eventos históricos com o método adequado, que frequentemente era o dos antiquários. Ainda que fosse clara a distinção entre um livro de história e um de antiguidades, os seus objetivos eram muitas vezes idênticos, na medida em que ambos os pesquisadores procuravam a verdade factual sobre um acontecimento mais do que a interpretação de suas causas e consequências.
De forma geral, o período moderno pode ser caracterizado como o momento em que o antiquariato se difunde em diversas outras disciplinas, de forma que, ao final do século XIX, já não se podia distinguir entre os estudos históricos e os antiquários. Isso acarretou na dissolução das práticas antiquárias em diversos outros ramos do saber, gerando a extinção da figura do antiquário enquanto um estudioso das antiguidades materiais. No decorrer do século XIX, o método dos antiquários foi paulatinamente absorvido pela historiografia, tornando a oposição entre antiquário e historiador cada vez mais obsoleta, culminando no desaparecimento do primeiro termo na segunda metade do século XIX, com exceção de alguns trabalhos na Alemanha que, ainda no início do século XX, utilizaram a expressão Antiquariato (Altertümer) ao invés de História (Geschichte) para designar certas obras. Paulatinamente, os historiadores aceitaram a metodologia antiquária de validação das fontes não-literárias, de forma que o conhecimento sobre a numismática, a epigrafia, a diplomática, entre outras ciências, não podiam mais ser reivindicadas apenas pelos antiquários. Desde então, o antiquariato deixou de existir enquanto uma ciência autônoma, tendo seu método sido incorporado pelas demais disciplinas das ciências humanas, como a história, a arqueologia, a sociologia, a antropologia, a história da arte, e a história das religiões.

#### Grã-Bretanha
Um dos aspectos centrais do antiquariato britânico moderno foi a sua realização na forma de projetos colaborativos, envolvendo uma grande quantidade de associações, sendo a Sociedade dos Antiquários de Londres (1707) a mais famosa e influente entre elas, numa rede de contato que se estendia para além da Grã-Bretanha, atingindo outros países europeus, e até mesmo a Índia e as Américas. No século XVIII, a sociedade antiquária londrina exerceu uma força centrípeta sobre esta rede. Seus membros, majoritariamente pertencentes a uma elite letrada, realizavam viagens através do país com o objetivo de coletar informações relevantes sobre as histórias regionais, entrando em contato com outros antiquários que viviam distantes da região metropolitana.

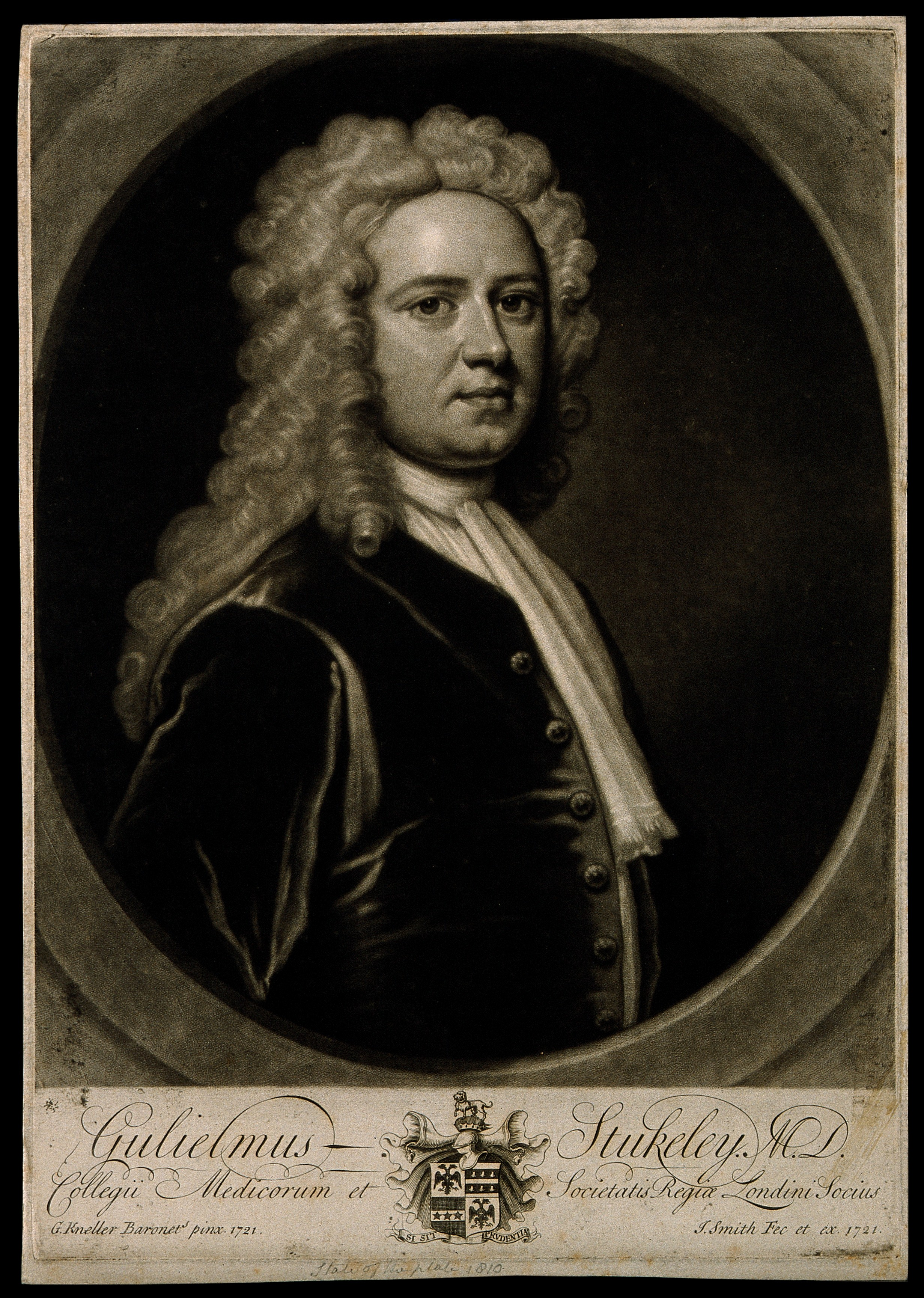
Retrato de William Stukeley.
Por John Smith, 1721.

No início do setecentos, a principal associação intelectual com finalidades científicas era a Royal Society de Londres, fundada em 1662. Ainda que as antiguidades fossem estudadas por esta instituição nas décadas subsequentes a sua fundação, tal prática foi desestimulada por Isaac Newton, presidente da Sociedade a partir de 1703, com o argumento de que seus membros não deviam se ocupar com assuntos literários. Sob a pressão do presidente, em 1718 o antiquariato já ocupava um lugar quase insignificante na agenda da Royal Society, abaixo da agronomia, da jardinagem e do plantio. Este contexto foi relevante na decisão de criar associações antiquárias separadas, com o objetivo exclusivo de estudar as antiguidades britânicas. Foi durante o século XVIII que o antiquariato se constituiu enquanto uma disciplina acadêmica, sendo o termo antiquariato (antiquarianism), expressão desconhecida nos séculos anteriores, que apenas utilizavam antiquarius e antiquary para designar o estudioso das antiguidades. O primeiro uso da palavra antiquariato na língua inglesa é datada de 1761, em uma carta do bispo William Warburton enviada para Richard Hurd.
Diversos tópicos ocuparam os antiquários britânicos no século XVIII. Entre eles, as antiguidades romanas tiveram grande relevância, tendo em vista a imaginação histórica do século XVIII, que via no Império Romano um agente da civilização sobre a barbárie, não apenas na Inglaterra, mas também no restante da Europa. Tal atenção se deu por causa da influência dos humanistas do renascimento, que primeiro recuperaram as antiguidades clássicas. Outro interesse característico do antiquariato inglês foram as antiguidades saxônicas, não pela abundância de evidências materiais sobre o período, como no caso da Roma antiga, mas, ao contrário, pela obscuridade do tema entre os pesquisadores. Este interesse nos anos setecentos se deve ao anglocentrismo de diversas obras precedentes sobre as antiguidades locais da Grã-Bretanha, como na maior referência para estes estudos, a Britannia, de Camden. O período medieval estimulou o mesmo entusiasmo pela pesquisa antiquária que haviam feito as antiguidades da Britânia romana (séc. I - séc. V) e do povo saxão, especialmente nas primeiras três décadas do século XVIII, como mostram as obras Formulare anglicanum, de 1702, The History and Antiquities of the Exchequer (História e Antiguidades de Exchequer), de 1711 e Firma burgi, de 1726, ambas de Thomas Madox, além de Foedera, escrita entre 1704 e 1713 por Thomas Rymer. Esta última obra, por exemplo, reuniu toda a correspondência diplomática entre a Inglaterra e outros países, sendo largamente reconhecida como a maior contribuição da época para a história da nação inglesa. Um dos antiquários ingleses mais famosos deste período foi William Stukeley, um renomado continuador de Aubrey no estudo dos círculos de pedra em Stonehenge e Avebury. Suas conclusões controversas acerca da religião druística, todavia, tornaram sua metodologia alvo de suspeitas por parte da comunidade científica, inclusive de uma parcela dos antiquários, que viam nele o representante maior de uma especulação antiquária infundada. Um dos trabalhos responsáveis pela fusão entre o conhecimento antiquário e a historiografia no contexto britânico do século XVIII foi A História do Declínio e Queda do Império Romano, publicada entre 1776 e 1778 pelo historiador inglês Edward Gibbon.

#### Alemanha
A tradição antiquária alemã no século XVIII esteve profundamente ligada à história da arte, tendo como ponto de partida os trabalhos de Joachim von Sandrart, que influenciou diretamente estudiosos como Johann Friedrich Christ, Friedrich August Krubsacius e Johann Heinrich Schulze. Estes pensadores tiveram um papel importante na educação antiquária de outro historiador da arte, Johann Joachim Winckelmann, cuja obra Geschichte der Kunst des Alterthums (História da Arte na Antiguidade), publicada em 1764, representa uma das primeiras fusões entre o antiquariato e a historiografia no período moderno. Nesta época, os estudos sobre a antiguidade clássica se dividiram, de forma genérica, entre a perspectiva filológica, que se dedicava a coleção e ao comentário sobre textos antigos, e a perspectiva antiquária, que estudava majoritariamente o legado material do mundo antigo.

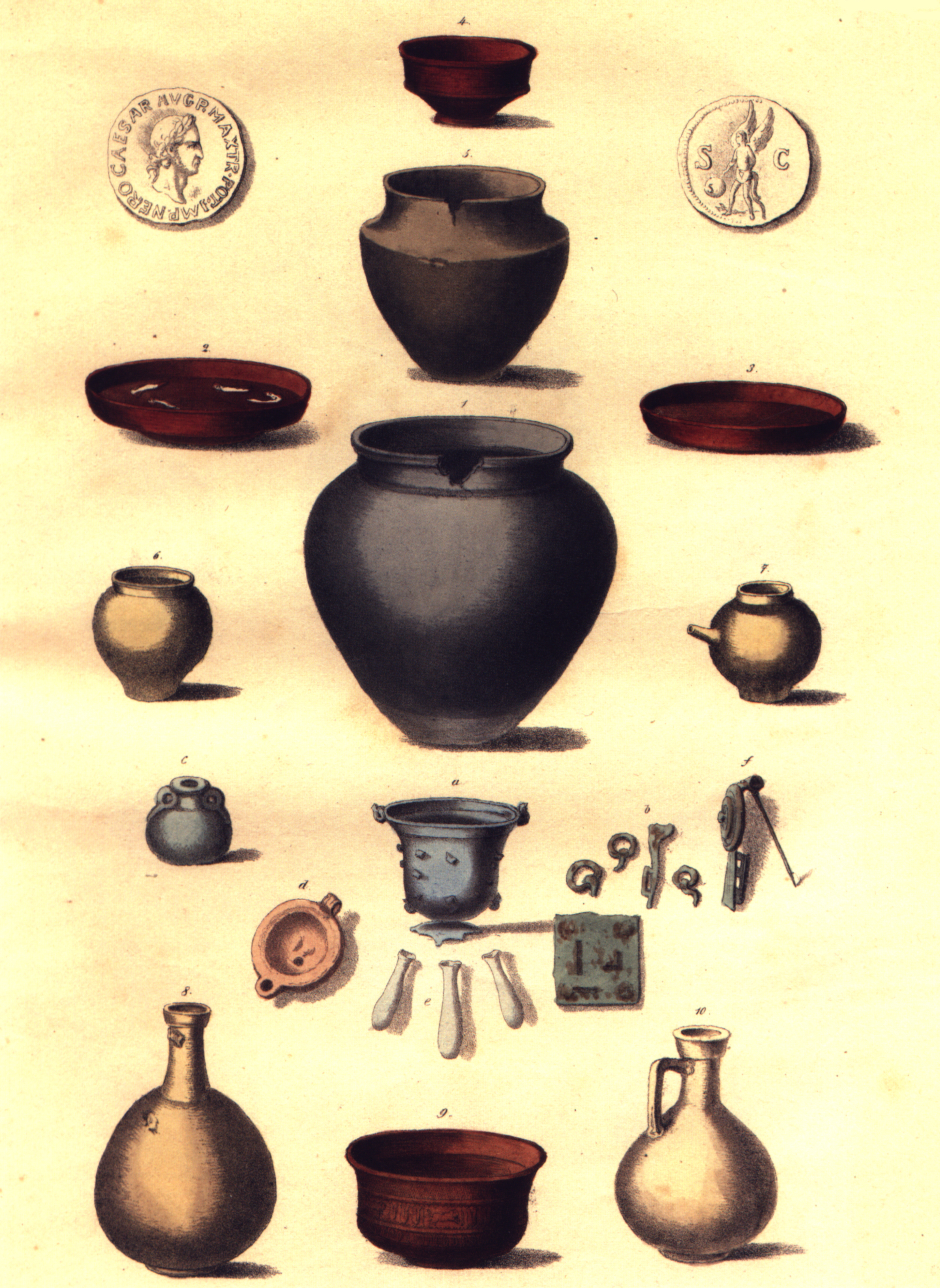
Antiguidades romanas encontradas em Xanten, Alemanha.
Gravura de Philipp Houben, 1839.

No século XIX, o antiquariato manteve uma relação controversa com a historiografia. Se, por outro lado, alguns historicistas, como Johann Gustav Droysen, ignoraram o antiquário em prol do caráter político da história narrativa, historiadores como Theodor Mommsen optaram pelo uso da abordagem sistemática dos antiquários em relação à narrativa cronológica dos historiadores. Esta perspectiva metodológica de Mommsen, influenciada pelo antiquariato, se tornou uma importante referência para a sociologia de Max Weber e para a perspectiva estruturalista como um todo, que trazia a noção de inter-relacionamento entre as instituições sociais, isto é, de que “cada estado ou nação tem um sistema de crenças, de instituições, de leis, de costumes, que deve ser visto como um todo”.

#### França
Afirma-se que, no século XVIII, a França fora o centro dos estudos antiquários na Europa. Ainda que, por um lado, os antiquários tenham conquistado o respeito de parte dos historiadores em função do rigor metodológico de suas abordagens acerca das evidências não-literárias, o mesmo não aconteceu em relação aos filósofos. Por exemplo, o movimento enciclopedista francês, liderado por filósofos como Dalambert e Diderot, foi hostil em relação a erudição, considerada um empecilho ao pensamento livre. Esta postura dos filósofos franceses em relação ao antiquariato pode ser entendida como uma reação aos estudiosos católicos, como Jean Mabillon, Bernardo de Montfaucon, Louis-Sébastien Le Nain de Tillemont, e Ludovico Antonio Muratori, que cada vez mais estavam familiarizados com a pesquisa erudita.

#### Portugal
No século XVIII, a pesquisa antiquária em Portugal teve como uma das principais figuras o erudito e bibliógrafo lisboeta Diogo Barbosa Machado, admirado na região como "o mais célebre antiquário de seu tempo". A tradição antiquária se manifestava na obra de Barbosa Machado especialmente em função do tipo específico de sua relação com o tempo, motivado pela sensação de proximidade do passado causada pelo contato direto com a sua materialidade. A sua metodologia histórico-antiquária envolvia a primazia do testemunho oferecido pelas provas materiais - muitas delas extraídas de sua grande coleção de antiguidades - sobre a autoridade dos textos antigos, como atesta sua obra Memórias para a História de Portugal, publicada em 1736.
A tradição do antiquariato foi central na obra do letrado português João Pedro Ribeiro, o ocupante da primeira cadeira de diplomática em Portugal, criada na Universidade de Coimbra em 1796. Sua biblioteca incluía uma quantidade expressiva de coleções de documentos antigos, tratados de diplomática e catálogos de antiguidades, assim como textos relacionados a crítica documental. Seu trabalho retomou, no século XVIII, a disputa em torno dos estudos em diplomática que havia sido iniciada um século antes pelos eruditos católicos, como Jean Mabillon, que visavam encontrar documentos autênticos que comprovassem o direito histórico de instituições vinculadas à Igreja e aos Estados europeus em processo de afirmação na Europa. Seguindo esta perspectiva, Ribeiro examinou de forma sistemática a documentação histórica dos cartórios portugueses, buscando fundamentos que possibilitassem a afirmação de direitos da Igreja no país, produzindo argumentos que sustentavam seu poder institucional.

#### China
Enquanto se pode dizer que os estudos antiquários na China entraram em declínio após a Dinastia Song, eles foram largamente retomados durante a Dinastia Qing (1644 - 1911). Algumas das principais características dos antiquários chineses deste período, tais como Gu Yenwu e Yen Rozhü, foram a crítica textual e a preocupação em estabelecer a autenticidade dos escritos antigos.

Osso oracular do reinado de Wu Ding, circa

As inscrições em bronze e pedra foram utilizadas, neste período, para verificar e corrigir os significados atribuídos aos caracteres antigos que eram utilizados nos dicionários. Os estudiosos deste período foram também os primeiros a realizar trabalhos sobre as inscrições nos fragmentos dos ossos oraculares que foram escavados na cidade coreana de Anyang a partir de 1898, sendo estes materiais uma das mais ricas fontes para o estudo da Dinastia Shang. Alguns estudos apontam que o ressurgimento dos estudos antiquários no século XVIII teve como momento crucial o longo reinado do Imperador Qianlong, entre os anos 1735 e 1795, no qual foi construída a maior coleção de arte e antiguidades na China. Ao invés de destruir o acervo dos rivais antecessores, como já havia sido feito anteriormente, Qianlong decidiu manter as coleções do período Ming, transformando-as em símbolos de poder e legitimidade política. A coleção de peças de bronze antigas do Imperador, por exemplo, foi expandida, ordenada e compilada em um catálogo com base nos mesmos métodos utilizados no Kaogu tu de Lü Dalin e no Bogu tu de Wang Fu.
Ainda que muitos estudos afirmem que o desenvolvimento da arqueologia moderna na China se deu no início do século XX, com a colaboração entre arqueólogos chineses e europeus oriundos de países como a Inglaterra, França, Alemanha, Rússia, Japão e Suécia, que viajaram para Xinjiang a fim de explorar os caminhos orientais da Rota da Seda, outros ressaltam a importância da tradição antiquária chinesa, particularmente das Dinastias Song e Ming, para o desenvolvimento metodológico da arqueologia chinesa moderna. Essa importância seria visível seja no vocabulário e na tipologia utilizados na disciplina, ou na orientação nacionalista das pesquisas.

#### Japão
Durante o período Edo, correspondente à época do Xogunato Tokugawa (1603 - 1868), diversos grupos sociais japoneses se dedicaram à atividade antiquária. Por exemplo, estudiosos ligados às classes comerciante e samurai fizeram coleções de antiguidades e descreveram artefatos antigos, enquanto, de forma semelhante, intelectuais neoconfucianos, como Arai Hakuseki, defendiam que as flechas de pedra encontradas em escavações não eram de origem sobrenatural, mas haviam sido feitas por seres humanos de tempos remotos. Alguns afirmam que o florescimento da atividade antiquária no Japão é decorrente de uma influência europeia, considerando, por exemplo, que Hakuseki, entre outros, estabeleceu contato com missionários italianos. Todavia, não existem fontes mais significativas para sustentar esta afirmação. A partir da segunda metade do século XIX, com a derrubada do Xogunato Tokugawa no contexto da Restauração Meiji (1868), as técnicas ocidentais do antiquariato foram introduzidas no Japão sob a disciplina da arqueologia por cientistas norte-americanos e europeus, entre eles o zoólogo Edward S. Morse, que foram incentivados a divulgar lá as suas pesquisas em função da política do novo governo.

#### Brasil
Existem hoje poucos estudos publicados sobre a história do antiquário no Brasil. No que diz respeito ao século XVIII, estudos afirmam que a Academia Brasílica dos Esquecidos foi responsável por condensar alguns dos dilemas da historiografia da época, como o ceticismo histórico, o surgimento de novos gêneros historiográficos, e o desenvolvimento de metodologias baseadas na erudição e na crítica documental, dilemas que sofreram a influência direta do antiquariato. Ainda que os integrantes da Academia dos Esquecidos não possam ser vistos como antiquários, a peculiaridade de suas dissertações históricas está na combinação entre as abordagens erudita e retórica típicas do antiquariato. Os Esquecidos estavam em contato direto com a Academia Real da História Portuguesa, que seguia os passos da tradição antiquária portuguesa, e, assim, faziam uso de inscrições e outras evidências materiais para sustentar suas argumentações. Isso é feito, por exemplo, na dissertação de Gonçalo Soares da Franca, que recorre aos vestígios materiais para comprovar a afirmação de que o apóstolo São Tomé teria viajado à América e pregado aos indígenas.
Durante o século XIX, sabe-se que o Instituto Histórico e Geográfico Brasileiro (IHGB) estabeleceu uma parceria intelectual com a Real Sociedade dos Antiquários do Norte, sediada em Copenhage, na Dinamarca, trocando correspondências, publicações, e realizando a divulgação de trabalhos científicos traduzidos e impressos em periódicos, tanto na capital dinamarquesa quando no Rio de Janeiro. O vínculo entre o Instituto Histórico e a Sociedade Real se deu principalmente em função do naturalista Peter Wilhelm Lund, membro das duas instituições, e do interesse geral por parte dos estudiosos dinamarqueses em encontrar provas da presença dos vikings da Escandinávia no território brasileiro antes de 1500.
Alguns trabalhos mais recentes comentam a relevância da tradição antiquária na obra do historiador brasileiro Gilberto Ferrez, apontando suas relações com outros antiquários e eruditos da época, em grande parte vinculados ao IHGB, como Francisco Marques dos Santos, Afonso d'Escragnolle Taunay e João Hermes Pereira de Araújo. Outros demonstram a importância da tradição antiquária para a constituição da arqueologia histórica no Brasil, iniciada na década de 1930. Ressalta-se ainda a coleção antiquária de Barbosa Machado, que representa uma significativa parcela do acervo histórico da Biblioteca Nacional do Rio de Janeiro.

#### Antiquário e as antiguidades regionais

Frente e verso de três moedas da Germânia, Gália e Britânia.
Gravura de 1714, autor desconhecido.

De forma geral, é possível distinguir duas perspectivas principais dentro do antiquariato ocidental moderno. Primeiro, a que dava continuidade ao estudo do mundo clássico (Grécia e Roma). Segundo, o que se pode denominar antiquariato regional, cujas obras abordavam tanto o mundo não-clássico quanto o pós-clássico, isto é, o passado local dos demais territórios europeus, como a Britânia, a Germânia, a Gália, a Ibéria, a Etrúria, a Anatólia, etc. Um elemento importante desta perspectiva regional do antiquariato foi o estudo das histórias locais e da genealogia. O estudo da geografia e topografia regionais foram também de grande relevância para esta segunda perspectiva, na medida em que a possibilidade de uma história nacional ou regional dependia diretamente do conhecimento obtido sobre o território.
Por outro lado, o antiquariato regional não ficou restrito a Europa. Por exemplo, estudos afirmam que as antiguidades locais foram centrais nos estudos históricos durante o Império Otomano, apesar do tradicional entendimento por parte de arqueólogos, viajantes e diplomatas europeus de que os otomanos foram indiferentes ao estudo das antiguidades. Este discurso foi utilizado como argumento para a remoção de objetos e monumentos inteiros do território Otomano para compor as coleções na Europa ocidental. Como resposta, o estado Otomano estabeleceu políticas em relação às antiguidades a fim de controlar a exportação dos objetos, especialmente em meados do século XIX. Estas políticas fizeram parte do movimento mais amplo conhecido na Turquia Otomana como o Tanzimat (Reorganização), que levou a cabo uma série de reformas administrativas e jurídicas no Império. Um exemplo de trabalho do antiquariato regional turco-otomano é o Seyāḥatnāme (Livro de Viagens), publicado em dez volumes em meados do século XVII por Evliya Çelebi, um estudioso educado no palácio imperial, nativo de Istambul, que viajou extensivamente pelo território do Império, registrando interpretações locais sobre objetos antigos.

### Antiquário nos dias de hoje
Atualmente, o termo antiquário é normalmente associado a uma loja que vende artigos antigos, como livros raros, obras de arte, móveis, entre outros. Permanece o entendimento do antiquário como um entusiasta, admirador ou comerciante das antiguidades. Pode-se dizer que a principal característica do antiquariato contemporâneo é a valorização de seu aspecto comercial, entendendo o antiquário enquanto um negociante, e a antiguidade como mercadoria.

## Sociedades antiquárias

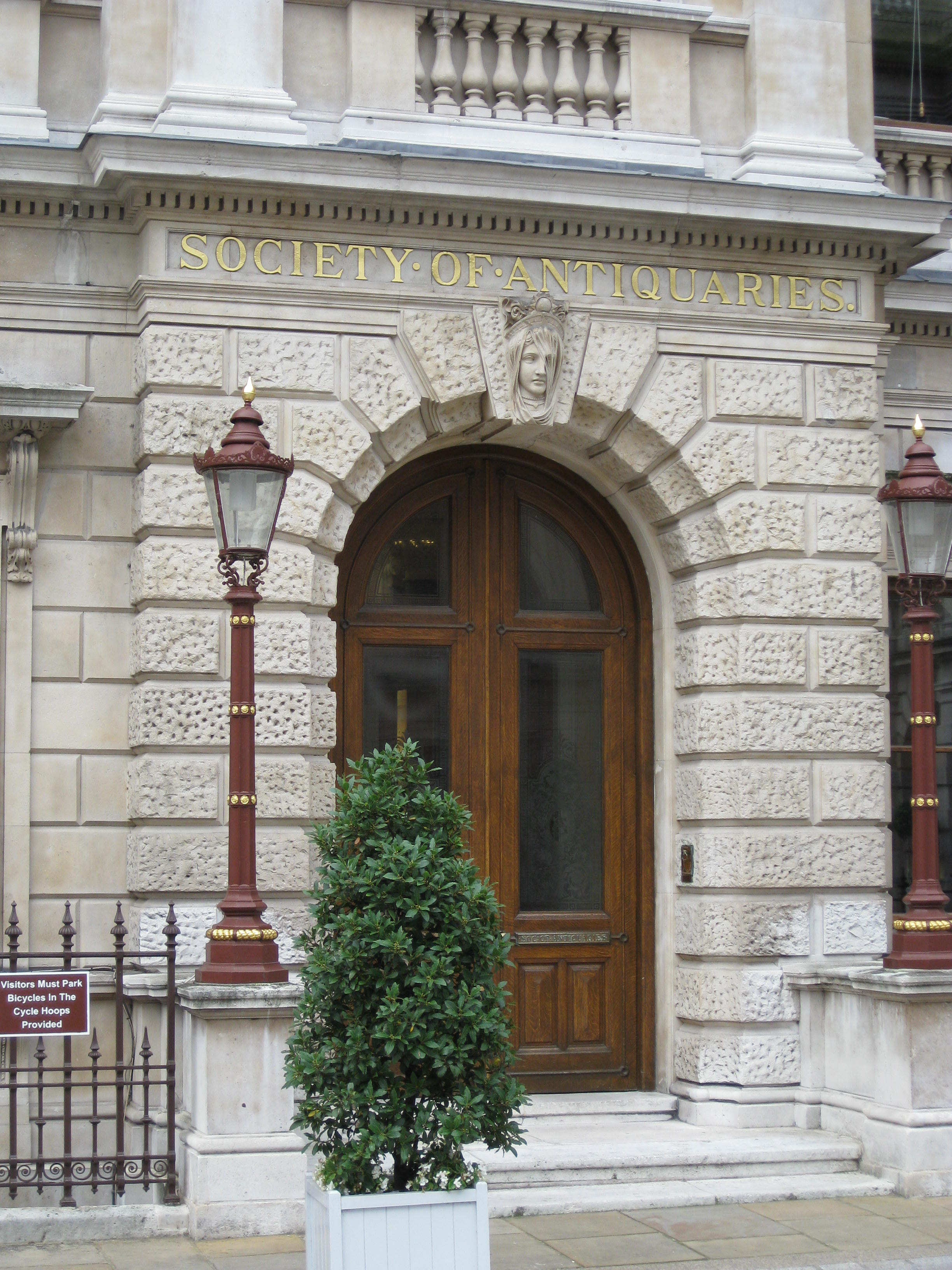
Fachada da Sociedade dos Antiquários de Londres

A primeira Sociedade Antiquária de que se tem conhecimento foi fundada em 1572, na cidade de Londres, por Robert Cotton, Matthew Parker, William Camden e outros, tendo por objetivo a preservação das antiguidades nacionais britânicas. A sociedade perdurou até 1604, quando foi abolida por Jaime I sob a suspeita de esconder objetivos políticos. Os textos lidos em seus encontros foram preservados e publicados em 1720 pelo antiquário Thomas Hearne, sob o título A Collection of Curious Discourses (Uma Coleção de Discursos Curiosos). Desde 1707, diversos antiquários ingleses começaram a realizar encontros regulares, sendo fundada em 1717 a Sociedade dos Antiquários de Londres.
Em 1780, foi fundada a Society of Antiquaries of Scotland (Sociedade dos Antiquários da Escócia), que administra um grande museu de antiguidades nacionais em Edimburgo. Na Irlanda, foi fundada em 1849 a Kilkenny Archaeological Society (Sociedade Arqueológica de Kilkenny), tendo seu nome alterado, vinte anos mais tarde, para Royal Historical and Archaeological Association of Ireland (Associação Histórica e Arqueológica Real da Irlanda) e, em 1890, para Royal Society of Antiquaries of Ireland (Sociedade Real dos Antiquários da Irlanda). Na França, foi fundada em 1814 a La Societe Nationale des Antiquaires de France (A Sociedade Nacional dos Antiquários da França) com a reconstrução da Academic Celtique, que existia desde 1805. A American Antiquarian Society (Sociedade Antiquária Americana) foi fundada em 1812 em Worcester, Estados Unidos. Em 1852 foi fundada, na Alemanha, a Gesamtverein der Deutschen Geschichts -und Altertumsvereine. No início do século XX, uma das sociedades antiquárias mais conhecidas foi La Societe Royale des Antiquaires du Nord (A Sociedade Real dos Antiquários do Norte), sediada em Copenhague. Em 1970 foi fundada, na cidade do Rio de Janeiro, a Associação Brasileira de Antiquários.

## Distinções terminológicas

### Antiquários e historiadores
Os antiquários fazem uso daqueles materiais considerados fontes históricas por historiadores atuais, todavia, não estão submetidos aos pressupostos científicos da história, e frequentemente possuem objetivos distintos com as suas pesquisas. Historicamente, a diferença entre a história política e a erudição antiquária não corresponde a uma distinção entre classes sociais, mas a duas formas distintas e coexistentes de cultura histórica, que podem ser exercidas simultaneamente por um mesmo indivíduo. Alguns afirmam que o interesse antiquário pelo passado pode ser entendido como um desejo em fugir do presente, enquanto para o historiador estas instâncias do tempo não podem ser vistas de forma isolada. Outros afirmam que, embora ambos estejam interessados no estudo do passado, os historiadores normalmente utilizam o termo antiquário em sentido negativo, designando um trabalho cujo foco é limitado e repleto de detalhes, mas que falha em visualizar o contexto histórico mais amplo. Desta forma, uma distinção entre o antiquário e o historiador se faz necessária, mesmo que estes ofícios possam eventualmente confluir na elaboração de um mesmo estudo de caráter histórico, filosófico e antiquário.
Em termos gerais, o trabalho do historiador é compreendido como um estudo dos eventos do passado com o objetivo de elaborar uma narrativa coerente que lhes atribua ordem e sentido. Espera-se do historiador não apenas uma compilação de dados ou uma crônica de eventos, e sim uma interpretação da história que utilize o poder reflexivo. O ofício do antiquário pode incluir esta tarefa historiográfica, mas não necessariamente. Com frequência, os antiquários são descritos como eruditos infinitamente apaixonados pelos objetos antigos, colecionadores de tudo que possa remeter a um passado distante, com o objetivo de obter uma visão da riqueza e da variedade das civilizações da Antiguidade. Sendo assim, não se exige do antiquário que atenda às demandas metodológicas da historiografia, por sua vez preocupada em extrair da casualidade dos acontecimentos históricos um discurso compreensivo que os vincule numa relação de dependência e causalidade.

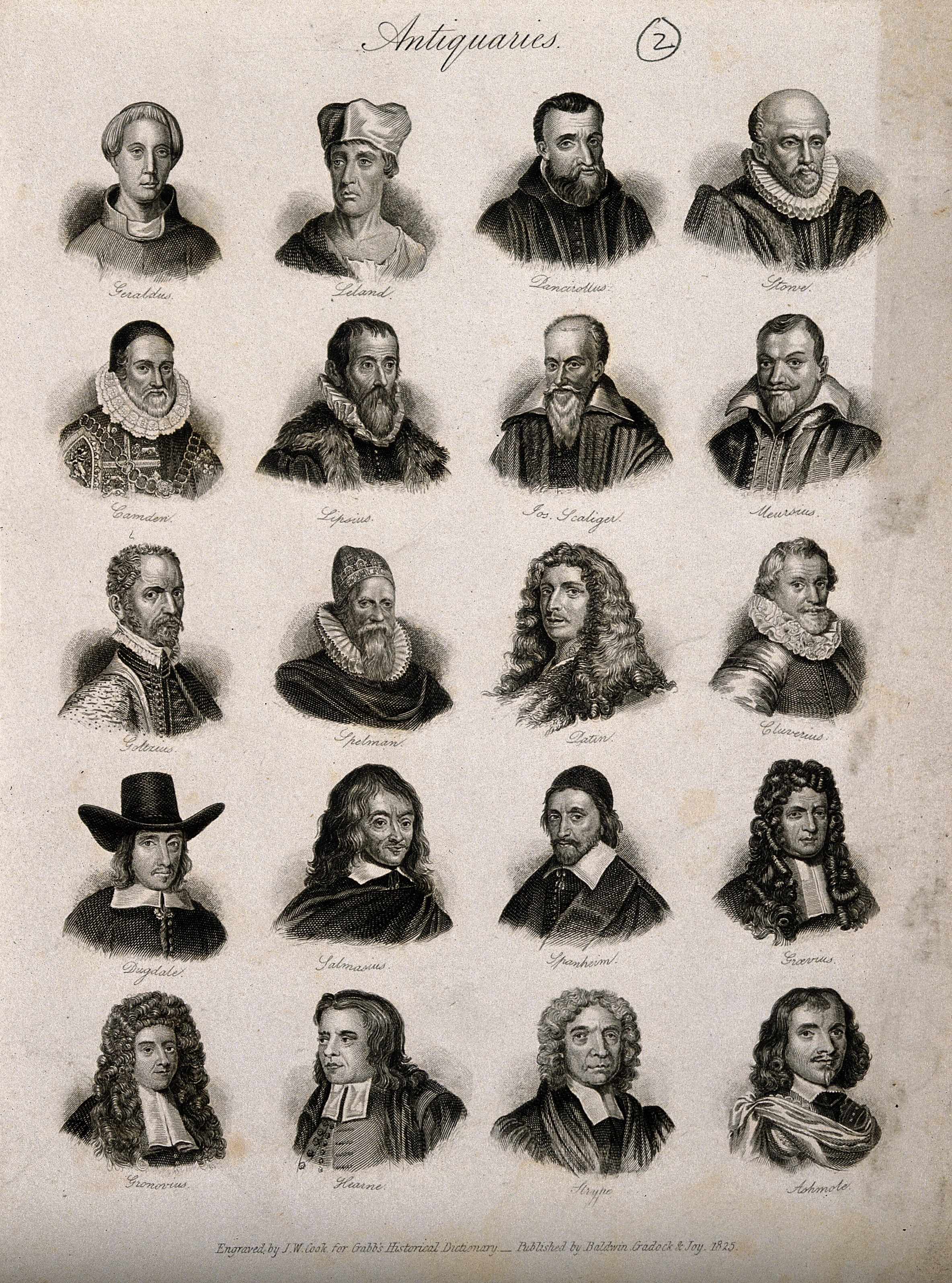
Antiquaries: twenty portraits of historians.
Por John William Cook, gravura de 1825. Da esquerda para a direita, começando de cima: Geraldus, Leland, Pancirollus, Stow, Camden, Lipsius, Jos. Scaliger, Meursius, Goltzius, Spelman, Latin, Cluverius, Dugdale, Salmasius, Spanheim, Groevius, Gronovius, Hearne, Strype, Ashmole.

A distinção entre antiquariato e historiografia era mais evidente quando o assunto a que se referiam era o período clássico. Enquanto a historiografia, antes do século XVI, ainda não cogitava elaborar uma nova história da antiguidade greco-romana, pois esta já havia sido escrita pelos historiadores que a viveram, como Tito Lívio, Tácito, Floro e Suetônio, os antiquários deram continuidade aos estudos clássicos sem restrições. Por outro lado, quando se tratava das histórias locais das nações europeias em geral, a distinção entre antiquários e historiadores podia ser mínima:
Enquanto o estudante das antiguidades gregas e latinas não se considerava apto a considerar a si mesmo um historiador, o estudante das antiguidades britânicas ou francesas e de outros lugares se distinguia apenas formalmente do estudante da história desses países e, por causa disso, estava inclinado a esquecer a distinção. No século XVI e no começo do século XVII, portanto, havia tanto antiquários quanto historiadores (muitas vezes indistintos uns dos outros) para o mundo não clássico e pós-clássico, mas apenas antiquários para o mundo clássico.— Momigliano 2014, p. 28.
Para alguns, o antiquariato foi responsável por fornecer as bases científicas à historiografia, especialmente no século XVIII, ressaltando a importância da evidência não-literária, da erudição e da sistematização para a narrativa histórica, que na época dava primazia à reflexão filosófica e à atribuição de sentido ao desenvolvimento temporal com pouco ou nenhum embasamento em provas materiais, motivo pelo qual diversos ataques lhe foram direcionados a partir dos céticos e pirronistas. O antiquariato teria assim realizado a defesa epistemológica da história, desencadeando uma fusão entre o poder reflexivo da filosofia com o rigor metodológico dos antiquários que resultaria na fundação da historiografia moderna.
Para outros, as posições de historiador e antiquário não eram tão distinguíveis, e a caracterização do antiquariato como uma pesquisa baseada na descrição sistemática isenta de qualquer reflexão filosófica, imaginação ou estrutura narrativa não passa de um estereótipo que não condiz com a realidade, tendo em vista que os estudos antiquários variaram consideravelmente ao longo da Europa. Alguns estudiosos afirmam que, enquanto a tarefa dos historiadores até meados do século XIX era o comentário de textos, o antiquário foi responsável pelo manuseio dos resquícios materiais do passado, que, por sua vez, estabeleciam uma conexão entre o passado e o presente. Ressalta-se também a complexidade dos estudos históricos na era moderna, que para além da historiografia e do antiquariato incorporava a influência decisiva da literatura.

### Antiquários e arqueólogos
Assim como foi decisivo para a constituição da historiografia moderna, o conhecimento antiquário teve um papel central no desenvolvimento daquilo que, a partir de meados do século XIX, veio a ser conhecido como a disciplina arqueológica. Todavia, ainda que seja possível afirmar que praticamente todos os elementos da arqueologia moderna tenham sido inventados e aplicados pelos antiquários desde a Antiguidade, certas características próprias da constituição disciplinar e científica da arqueologia no âmbito universitário a tornam distinta, porém devedora, do antiquariato.
Desde a antiguidade, houve um forte componente religioso orientando a prática antiquária, e ainda durante o século XVII, é possível dizer que o peso da Igreja foi um fator decisivo nas pesquisas antiquárias, considerando o caso europeu. A arqueologia emancipa-se da tradição antiquária no momento em que abandona a perspectiva religiosa e assume, como objeto de pesquisa científica, a própria humanidade, sua identidade, cultura e natureza, ampliando consideravelmente as possibilidades de investigação arqueológica, que passaram a englobar a grande diversidade de tradições e populações do passado. A formação da Arqueologia enquanto disciplina acadêmica, por outro lado, se deu no contexto europeu das ciências positivistas e da sociedade industrial, a partir da conexão entre três abordagens metodológicas específicas: a tipologia, a estratigrafia e a tecnologia. As escavações estratigráficas, por exemplo, possibilitaram ao arqueólogo a datação relativa dos episódios em cronologias mais precisas, enquanto os estudos tecnológicos contribuíram para a reconstrução dos processos de fabricação e uso dos artefatos antigos e dos grandes monumentos. Esta divisão metodológica tripartite é o que, ainda hoje, unifica a arqueologia dentro de sua diversidade global e mantém sua distinção do antiquariato.
Outras interpretações fazem uso de uma concepção estereotipada e pejorativa do conhecimento antiquário para o distinguir do arqueológico. Afirma-se, por exemplo, que a diferença central do arqueólogo pro antiquário é o fato de estudar os artefatos materiais do passado, enquanto o antiquário estaria preocupado com a sua coleção privada de antiguidades. Outros argumentam que o arqueólogo seria o responsável por preservar a história para o aprendizado no presente e no futuro, enquanto o segundo estaria interessado exclusivamente em livros antigos, de forma que o antiquário poderia ser entendido como uma mistura de arqueologia com filologia. Todavia, tais interpretações não se baseiam em exemplos concretos para elaborar estas atribuições.

## Figurações

### As caricaturas de Thomas Rowlandson

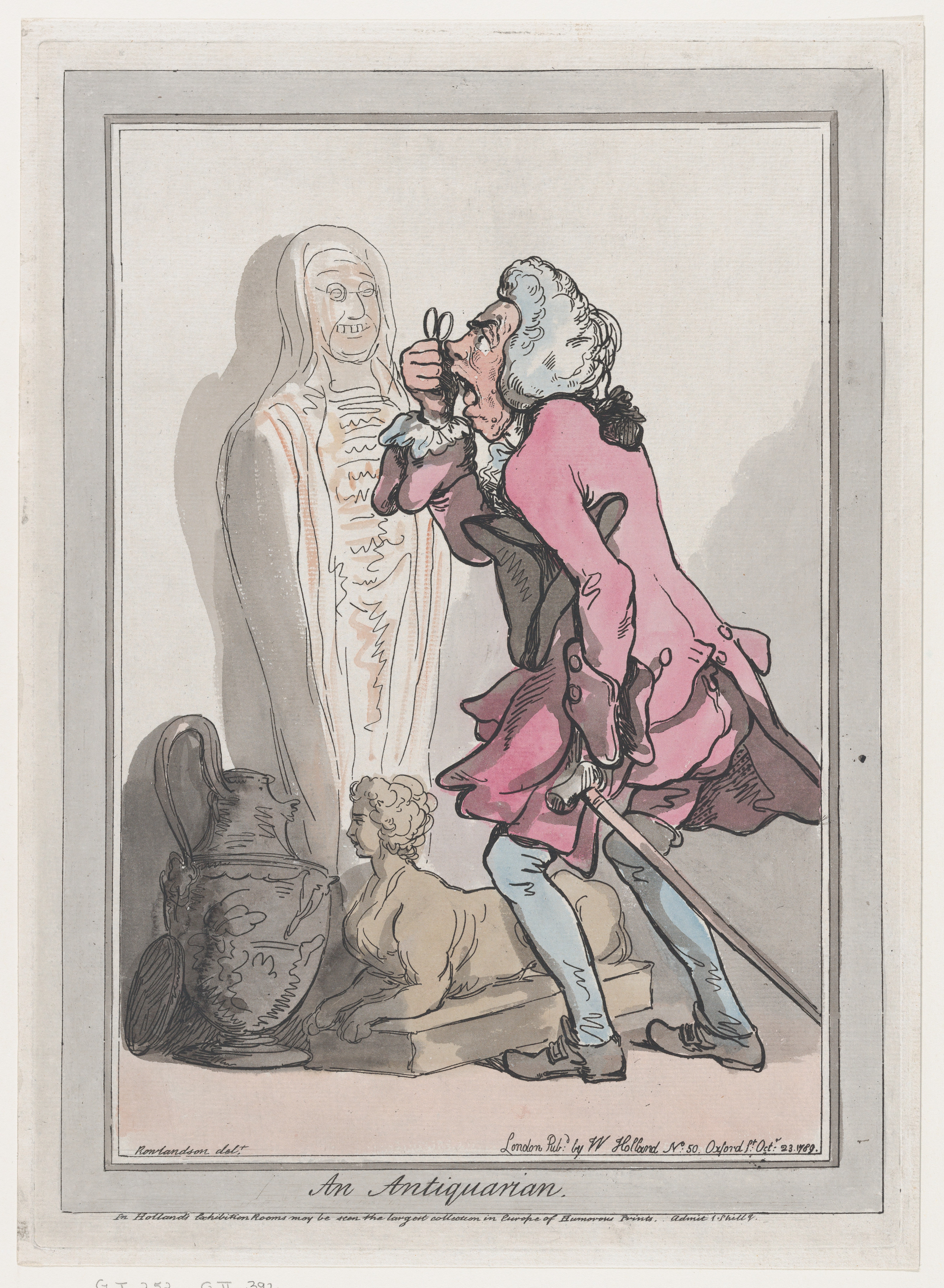
An Antiquarian.
Por Thomas Rowlandson, gravura de 1789.

Thomas Rowlandson foi um pintor e caricaturista inglês da era georgiana, conhecido pelo teor satírico, e frequentemente erótico, de suas caricaturas. Os desenhos de Rowlandson criaram imagens cômicas de diversos tipos sociais comuns na Inglaterra, como o antiquário, a garçonete, a solteirona, entre outros. Pouco se sabe sobre a vida do artista, que era bastante reservado em relação ao seu passado. Considera-se que a arte de Rowlandson elabora uma rica leitura da vida urbana inglesa na segunda metade do século XVIII e na primeira metade do XIX, assim como fizeram outros artistas do período, como Paul Sandby.
Era comum à época de Rowlandson a satirização dos antiquários por sua suposta tendência em focar demasiadamente nos pequenos detalhes dos objetos, sem dar devida atenção ao contexto geral do qual aqueles fazem parte, como no antiquário representado na gravura ao lado. Outras caricaturas do artista seguem uma lógica semelhante, como Death and the Antiquaries (A Morte e os Antiquários), publicada em 1816, que ilustra um grupo de antiquários olhando com atenção para um cadáver exumado, não percebendo a figura da própria morte que mirava sua lança para um deles. Esta última faz parte de uma série de gravuras elaboradas por Rowlandson sobre o famoso tema da Dança da morte, tendo como objetivo a elaboração de um retrato das maneiras, dos costumes e do caráter da Inglaterra.
Ainda nesta série consta a caricatura The dance of death: the antiquary's last will & testament (A dança da morte: o testamento e último desejo do antiquário), publicada em 1814, que ilustra a morte apontando seu dardo para um antiquário que, em meio à bagunça de seu quarto repleto de livros e objetos, dorme com uma vela acesa na mão. Outras gravuras apresentam um tom mais cômico, como Veneration (Veneração), publicada em 1810, que mostra um antiquário de óculos examinando atentamente um penico quebrado, enquanto seu acompanhante se aborrece com a atitude enfadonha.

### O Antiquáriode Walter Scott
O Antiquário (The Antiquary) é um romance histórico do escritor escocês Walter Scott, publicado em 1816. O livro é o terceiro de uma trilogia de ficção que visa ilustrar os costumes da Escócia em três diferentes períodos da história. O romance O Antiquário se refere à última década do século XVIII, enquanto Waverley, publicado em 1814, trata do período de meados do mesmo século, e Guy Mannering, publicado em 1815, do período da juventude do autor (as décadas de 1770 e 1780).

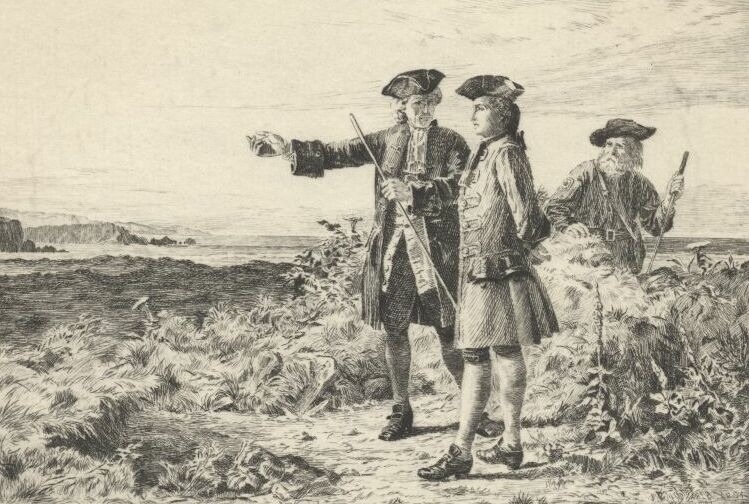
Frontispício para The Antiquary.
Jonathan Oldbuck mostra a Lovel um pedaço de sua propriedade que comprou a altos preços, onde encontrou as inscrições "A.D.L.L.", que traduziu por Agricola Dicavit Libens Lubens. A história é contrariada pelo mendigo Edie Ochiltree. Gravura de 1893, autor desconhecido.

A obra é protagonizada pelo personagem Jonathan Oldbuck, um antiquário, historiador, arqueólogo e colecionador retratado frequentemente de forma cômica. A inspiração de Scott para a construção do personagem veio de pessoas conhecidas por ele (como George Constable, velho amigo de seu pai) e inclusive de si próprio, tendo sido um antiquário desde a infância. Jonathan Oldbuck descende da antiga família Oldenbuck (old book, livro velho em português), e não é o único antiquário do romance, como atesta o seu companheiro Sir Arthur Wardour.
As figuras antiquárias de Oldbuck e Wardour são construídas de uma forma exagerada, na qual a paixão cega por tudo aquilo que possa ser considerado antigo acaba beirando o ridículo e o irracional. A figuração do antiquário de Walter Scott pode ser compreendida como o exato oposto do historiador científico: enquanto este possui a consciência de se aproximar dos fatos da história tanto quanto as fontes lhe permitam. Respeitando a coerência lógica das teorias e dos argumentos utilizados, o antiquário se apresenta como um indivíduo alheio ou indiferente ao método científico. Ao discutirem controvérsias sobre as origens ou os significados de eventos do passado, Oldbuck e Wardour desconsideram quaisquer evidências que lhes possam prejudicar a argumentação no debate, apresentando apenas aquelas que suportam suas opiniões preconcebidas. A caricatura montada por Scott dá a entender que os antiquários seriam atraídos acima de tudo pelos acontecimentos históricos dos quais se tem pouca evidência material, pois assim poderiam argumentar a favor de suas teorias fantasiosas com menor chance de refutação a partir dos documentos.
Na velha casa em que vive, o antiquário de Walter Scott se cerca de objetos antigos e livros, suas relíquias. Vive também sob o constante medo de que suas preciosidades sejam acidentalmente destruídas, especialmente em seu quarto, tornando o antiquário averso a qualquer limpeza e organização da casa. No refúgio de seu quarto, não há espaços livres da acumulação empoeirada de objetos. O Antiquário evidencia também o forte interesse de Walter Scott pelo estudo das antiguidades regionais escocesas, que, por sua vez, está associado ao desejo de construção de identidade nacional próprio do Iluminismo Escocês, movimento ao qual Scott é associado. Como sugere o próprio autor, a originalidade de O Antiquário reside na elaboração de um retrato da modernidade. O assunto central da narrativa é a relação estabelecida entre a era moderna e o passado, bem como a relevância deste para os indivíduos que o vivenciaram. Boa parte da sátira e ironia presentes na obra de Scott podem ser identificadas precisamente no contraste entre, de um lado, a concepção teórica da História defendida pelos antiquários e, do outro, o passado real, tal como foi experimentado e lembrado por aqueles que o vivenciaram.

### A segundaConsideração Intempestivade Nietzsche

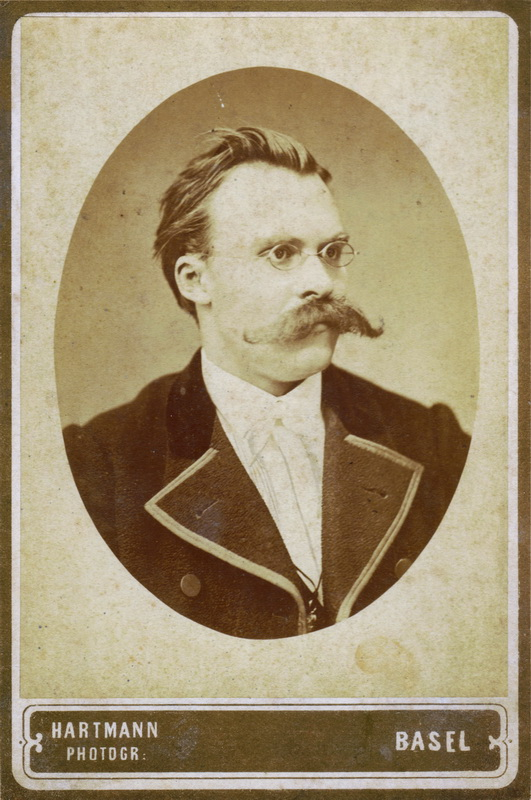
Nietzsche em 1872.
Fotografia de Friedrich Hermann Hartmann.

O filósofo alemão Friedrich Nietzsche dirigiu severas críticas à historiografia de seu tempo na segunda de suas Considerações Intempestivas (Unzeitgemässe Betrachtungen), intitulada "Da utilidade e desvantagem da história para a vida" (Vom Nutzen und Nachteil der Historie für das Leben), publicada em 1874, durante o período em que atuava como professor na Universidade de Basileia, na Suíça.
As considerações do filósofo se referem especificamente ao historicismo alemão, comumente associado aos historiadores Leopold von Ranke, Georg Gottfried Gervinus, Johann Gustav Droysen, Ernst Bernheim, Theodor Mommsen, entre outros. Nietzsche argumenta que a historiografia na Alemanha atingiu proporções tão grandes que acabou se desviando do seu objetivo primordial, a saber, o de ser útil à vida e à ação humana transformadora. Por ter-se hipertrofiado, o conhecimento histórico perdeu o caráter instrutivo que desfrutava outrora e se transformou numa força repressora e inibidora da criatividade. Para solucionar o problema, Nietzsche defende a necessidade de um equilíbrio entre as sensibilidades histórica e a-histórica, o que tornaria o indivíduo apto a avaliar não só os momentos em que a história é importante, mas também aqueles em que é imprescindível esquecê-la. Para representar a relação entre tais sensibilidades, o autor utiliza a oposição metafórica entre memória e esquecimento:
Toda ação exige esquecimento, assim como toda vida orgânica exige não somente a luz, mas também a escuridão. Um homem que quisesse sentir as coisas de maneira absolutamente e exclusivamente histórica seria semelhante àquele que fosse obrigado a se privar do sono, ou a um animal que só pudesse viver ruminando continuamente os mesmos alimentos. [...] Ou melhor, para me explicar ainda mais simplesmente a respeito do meu problema: há um grau de insônia, de ruminação, de sentido histórico, para além do qual os seres vivos se verão abalados e finalmente destruídos, quer se trate de um indivíduo, de um povo ou de uma cultura.— Nietzsche 2005, p. 72-73.
Nietzsche avaliou a importância da história para os indivíduos a partir de três razões: primeiro, porque a humanidade “age e persegue um fim”, segundo, porque “conserva e venera o que foi”, e, por fim, pois “sofre e tem necessidade de libertação”. Para cada um destes motivos, o filósofo identificou uma perspectiva historiográfica correspondente: ao primeiro, a história monumental (monumentalisch), ao último, a história crítica (kritisch), e ao segundo, a história antiquária (antiquarisch). Tanto a história monumental quanto a antiquária representam um obstáculo ao que Nietzsche denomina o homem de ação, que está interessado no passado exclusivamente para o estímulo de sua atividade no presente, ou, para usar as palavras do filósofo, que "serve à história na medida em que ela serve à vida".
Para Nietzsche, a história antiquária 
[...] degenera a partir do momento em que não é mais animada e inspirada pelo sopro vivificante do presente. Então, a piedade resseca e não resta mais nada senão o pedantismo rotineiro que gira com um egoísmo complacente em torno do seu próprio centro. Assiste-se ao espetáculo repugnante de uma fúria cega de colecionador, empenhado em juntar incansavelmente tudo aquilo que um dia existiu.— Nietzsche 2005, p. 95.
Aos males decorrentes do exagero da história monumental e antiquária, o filósofo estipula a história crítica como reguladora e juíza, dotada da "força para romper e dissolver uma parte do passado", ou seja, capaz de colocar uma parcela do passado como réu no tribunal da história, interrogá-lo e por fim levá-lo à condenação. O historiador crítico deve estar apto a avaliar a extensão do passado que não se deseja preservar, correndo sempre o risco de cair no mesmo exagero que constitui a perversão dos historiadores monumental e antiquário.

### AsHistórias de Fantasma de um Antiquáriode M. R. James

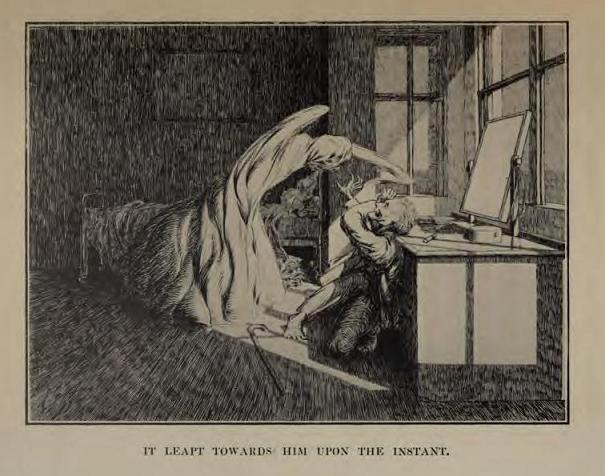
It leaft towards him upon the instant.
Ilustração para o conto Oh, Whistle, And I'll Come To You, My Lad. Gravura de 1904 feita por James McBryde.

Ghost Stories of an Antiquary (Histórias de Fantasma de um Antiquário) é um livro de ficção do escritor, medievalista e antiquário inglês Montague Rhodes James, publicado em 1904. O livro inaugura uma metodologia para a construção de histórias de fantasmas, as chamadas "regras de James", que influenciaram fortemente outros escritores do gênero de terror, como H. P. Lovecraft. Em 1911, o livro recebeu uma continuação, intitulada More Ghost Stories of an Antiquary (Mais Histórias de Fantasma de um Antiquário).
O protagonismo da figura do antiquário nestes livros reflete interesses pessoais de James no antiquariato. A temática antiquária das histórias de fantasma do escritor ilustrava geralmente um acadêmico como protagonista, que se via confrontado por males antigos em suas investigações, como bem exemplifica o conto An Episode in Cathedral History (Um Episódio em História Eclesiástica), no qual um antiquário acidentalmente liberta uma entidade de um tumba selada dentro da Catedral de Southminster. Frequentemente, os protagonistas encontram-se em catedrais amaldiçoadas no interior da Inglaterra, ou em cemitérios escandinavos desabitados.
Na obra de James, o antiquário não é necessariamente caracterizado de forma pejorativa, mas sim como um pesquisador científico das antiguidades, cuja curiosidade arqueológica impetuosa pode extrapolar os limites da ética, desencadeando coisas horríveis e proibidas com seus atos, que são muitas vezes acidentais. Um elemento comum entre os antiquários de James é o seu destino: na busca pelo conhecimento e pela coleção de objetos, eles despertam forças sobrenaturais que frequentemente os levam à morte. Este aspecto ilumina outra característica central das histórias de fantasma antiquárias do autor, que é o julgamento moral sobre a atividade dos antiquários, muitas vezes tidos como irresponsáveis. O distúrbio sobre locais antigos e seus objetos, movidos pela curiosidade intelectual, constituem uma transgressão e provocação que são dignas de vingança e punição por parte das entidades incomodadas.

### Artigos científicos
- Anderson, Benjamin (2015). «"An alternative discourse": Local interpreters of antiquities in the Ottoman Empire». Journal of Field Archaeology (em inglês). 40 (4): 450-460.
- Bentivoglio, Julio (2011). «A Historische Zeitschrift e a historiografia alemã do século XIX». História da Historiografia (6): 81-101.
- Bills, Mark (2003). «The "Cries" of London by Paul Sandby and Thomas Rowlandson». Print Quarterly (em inglês). 20 (1): 34-61.
- Christ, Karl (1991). «Arnaldo Momigliano and the History of Historiography». History and Theory (em inglês). 30 (4): 5-12.
- Cox, J. Randolph (1969). «Ghostly Antiquary: The Stories of Montague Rhodes James». English Literature in Transition (em inglês). 12 (4): 197-202.
- Gaspar, Maria (2003). «História da construção da arqueologia histórica brasileira». Revista do Museu de Arqueologia e Etnologia. 13: 269-301.
- Grafton, Anthony (1999b). «Jean Hardouin: The Antiquary as Pariah». Journal of the Warburg and Courtauld Institutes (em inglês). 62: 241-267.
- Guimarães, Lucia; Holten, Birgitte (1997). «Desfazendo as ilusões: o Dr. Lund e a suposta presença escandinava na Terra de Santa Cruz» (PDF). LOCUS: revista de história. 3 (1): 45-62.
- Henriques, Ana (2001). «A tradição e o nacional em The Antiquary, de Walter Scott». Revista do GELNE. 3 (1): 1-3.
- Joyce, William (1981). «Antiquarians and Archaeologists: The American Antiquarian Society» (PDF). Proceedings of the American Antiquarian Society (em inglês). 91: 301-317.
- Mann, J. G. (1932). «Instances of Antiquarian Feeling in Medieval and Renaissance Art». Archeological Journal (em inglês). 89 (1): 254-274.
- Mattos, Claudia (2008). «Winckelmann e o meio antiquário do seu tempo» (PDF). Revista de História da Arte e Arqueologia (9): 69-79.
- Momigliano, Arnaldo (2014). «História antiga e o antiquário». Anos 90. 21 (39): 19-76.
- Moshenka, Gabriel (2012). «M. R. James and the archaeological uncanny». Antiquity (em inglês). 86 (334): 1192-1201.
- Murray, Tim (2016). «The origins of culture history in prehistoric archaeology: rethinking plausibility and disciplinary tradition». World Archaeology (em inglês). 49 (2): 187-197.
- Oryshchuk, Nataliya (2016). «The Hunters of Humanity: Creatures of Horror in M. R. James's Ghost Stories» (PDF). Studies in Gothic Fiction (em inglês). 5 (2): 13-20.
- Paiva, Evelyn (2010). «Antiquarismo e História Perfeita: relações entre erudição e historiografia moderna» (PDF). Encontro Regional da ANPUH-RIO: 1-11.
- Phillips, Mark (1996). «Reconsiderations on History and Antiquarianism: Arnaldo Momigliano and the Historiography of Eighteenth-Century Britain». Journal of the History of Ideas (em inglês). 57 (2): 297-316.
- Rawson, Elizabeth (1972). «Cicero the Historian and Cicero the Antiquarian». The Journal of Roman Studies (em inglês). 62: 33-45.
- Revel, Jacques (1991). «Knowledge of the Territory». Science in Context (em inglês). 4 (1): 133-162.
- Rockett, William (1990). «Historical Topography and British History in Camden's "Britannia"». Art, Literature and History in the Renaissance (em inglês). 14 (1): 71-80.
- Rockett, William (1995). «The Structural Plan of Camden's Britannia». The Sixteenth Century Journal (em inglês). 11 (4): 457-472.
- Sena, Yun-Chiahn (2015). «The Song-Ming Connection in the Ming Study of Ancient Inscriptions». Ming Studies (em inglês) (70): 29-59.
- Sherry, James (1978). «Distance and Humor; The Art of Thomas Rowlandson». Eighteenth-Century Studies (em inglês). 14 (1): 71-80.
- Schnapp, Alain (2002). «Between antiquarians and aecharologists - continuities and ruptures». Antiquity (em inglês). 76 (291): 134-140.
- Silveira, Júlia (2005). «Antiquários: um olhar sobre seu trabalho e comportamento informacional» (PDF). Perspectivas em Ciência da Informação. 10 (2): 220-239.
- Silveira, Pedro (2016). «"Na mais ilustre de todas as cidades, tão miserável tipografia": antiquariato, imprensa e epigrafia a partir de André de Resende (c. 1500-1573)». História da Historiografia (21): 55-76.
- Simpson, Jacqueline (1997). «"The Rules of Folklore" in the Ghost Stories of M. R. James». Folklore (em inglês). 108: 9-18.
- Stenhouse, William (2008). «Reviewed Work: "Lorenzo de' Medici: Collector and Antiquarian" by Laurie Fusco, Gino Corti». Renaissance and Reformation / Renaissance et Réforme (em inglês). 31 (4): 118-120.
- Vine, Angus (2017). «Book Review: The antiquary: John Aubrey's historical scholarship». The Seventeenth Century (em inglês). 33 (1): 114-117.
- Yang, Chia-Ling (2014). «Power, identity and antiquarian approaches in modern Chinese art» (PDF). Journal of Art Historiography (em inglês) (10): 1-33.

### Teses e dissertações
- Caldeira, Ana Paula (2007). Colecionar, escrever a história: A história de Portugal e de suas possessões na perspectiva do bibliófilo Diogo Barbosa Machado (PDF) (Dissertação de Mestrado). Rio de Janeiro: Universidade Federal do Rio de Janeiro.
- Damen, Giada (2012). The Trade in Antiquities Between Italy and the Eastern Mediterranean (ca. 1400-1600) (PDF) (Tese de Doutorado) (em inglês). Princeton: Princeton University.
- Lenzi, Maria (2013). "Para aprendermos história sem nos fatigar": a tradição do antiquariado e a historiografia de Gilberto Ferrez (PDF) (Tese de Doutorado). Niterói: Universidade Federal Fluminense.
- Silveira, Pedro (2012). O cego e o coxo: Crítica e retórica nas dissertações históricas da Academia Brasílica dos Esquecidos (1724-1725) (PDF) (Dissertação de Mestrado). Mariana: Universidade Federal de Ouro Preto.
- Sousa Júnior, Waldir (2014). As fenícias de Eurípedes: estudo e tradução (PDF) (Dissertação de Mestrado). São Paulo: Universidade de São Paulo.
- Zanin, Caio (2017). A evidência histórica na prática historiográfica de Sérgio Buarque de Holanda em Visão do Paraíso (PDF) (Dissertação de Mestrado). Porto Alegre: Universidade Federal do Rio Grande do Sul.

### Livros
- Beckett, John (2007). «New approaches: family history, towns, landscape and other specialisms». Writing Local History (em inglês). Manchester: Manchester University Press. ISBN 9788530935733
- Bravo, Benedetto (2017). «Antiquarianism and History». A Companion to Greek and Roman Historiography (em inglês). Hoboken: Blackwell Publishing. ISBN 9781405185110
- Brown, David (1979). «The Antiquary». Walter Scott and Historical Imagination (em inglês). Londres: Routledge. ISBN 9780710003010
- Bunton, Martin; Cleveland, William (2009). A History of the Modern Middle East (em inglês). Boulder: Westview Press. ISBN 9780813343747
- Certeau, Michel de (2000). A Escrita da História (PDF). Rio de Janeiro: Forense Universitária. ISBN 9788530935733
- Clunas, Craig (2004). Superfluous Things: Material Culture and Social Status in Early Modern China (em inglês). Honolulu: University of Hawaii Press. ISBN 9780252019302
- Combe, William (1903). The English Dance of Death: from the designs of Thomas Rowlandson (em inglês). Londres: Methuen e Co. ISBN 9781298607744
- Crockett, W. S. (1912). «The Antiquarian "Jonathan Oldbuck"». The Scott Originals: An Account of Notables & Worthies, the Originals of Characters in the Waverly Novels (em inglês). Londres: T.N.Foulis. ISBN 9781849211987
- Cunnally, John (2013). «Antiquarianism». The Encyclopedia of Ancient History (em inglês). Hoboken: Blackwell Publishing. ISBN 9781444338386
- Grafton, Anthony (1999a). «Back to the Future, 2: The antlike Industry of Ecclesiastical Historians and Antiquaries». The footnote: a curious history (em inglês). Cambridge: Harvard University Press. ISBN 9780674902152
- Grafton, Anthony (2000). «His Lost City: Alberti the Antiquary». Leon Battista Alberti: Master Builder of the Italian Renaissance (em inglês). Cambridge: Harvard University Press. ISBN 9780674008687
- Gransden, Antonia (1992). «Antiquarian Studies in Fifteenth-Century England». Legends, Tradition and History in Medieval England (em inglês). Londres: The Hambledon Press. ISBN 9780826439468
- Guimarães, Manoel (2011). «História e erudição». Aprender com a história? O passado e o futuro de uma questão. Rio de Janeiro: Editora FGV. ISBN 9788522508563
- Harding, Phillip (2007). «Local History and Atthidography». A Companion to Greek and Roman Historiography (em inglês). New Jersey: Blackwell Publishing Ltd. ISBN 9780199233502
- Koselleck, Reinhart (2012). «O acaso como resíduo de motivação na historiografia». Futuro Passado: Contribuição à semântica dos tempos históricos. Rio de Janeiro: Contraponto. 14 páginas. ISBN 9780231127707
- Lang, Andrew (1829). «Editor's Introduction to The Antiquary». The Antiquary, Vol. I (em inglês). Londres: John C. Nimmo. 17 páginas. ISBN 9780231103961
- Momigliano, Arnaldo (2004). «O surgimento da pesquisa antiquária». A Raízes Clássicas da Historiografia Moderna. São Paulo: EDUSC. 33 páginas. ISBN 9788574602257
- Murray, Tim (2014). «Rethinking antiquarianism». From Antiquarian to Archaeologist: The History and Philosophy of Archaeology (em inglês). Barnsley: Pen & Sword Archaeology. ISBN 9781473835993
- Nietzsche, Friedrich (2005). «II Consideração Intempestiva sobre a utilidade e os inconvenientes da História para a vida». Escritos sobre história. Traduzido por Noéli Correia de Melo Sobrinho. Rio de Janeiro: Ed. PUC-Rio. 111 páginas. ISBN 9788515031214
- Parry, Graham (2007). The Trophies of Time: English Antiquarians of the Seventeenth Century (em inglês). Oxford: Oxford University Press. ISBN 9780191567155
- Pomian, Krzysztof (1990). Collectors and Curiosities: Paris and Venice, 1500-1800 (em inglês). Cambridge: Polity Press. ISBN 9780745606804
- Saraiva, F. R. dos Santos (1976). Novíssimo Dicionário Latino-Português (em inglês). Rio de Janeiro: Garnier. ISBN 8571750394
- Schnapp, Alain (2013). World Antiquarianism: Comparative Perspectives (em inglês). Los Angeles: Getty Publications. ISBN 9781606061480
- Scott, Walter (1829). «Advertisement to The Antiquary». The Antiquary, Vol. I (em inglês). Londres: John C. Nimmo. 12 páginas. ISBN 9780231103961
- Stevens, Anne (2015). Literary Theory and Criticism: An Introduction (em inglês). Peterborough: Broadview Press. ISBN 9781554812370
- Sweet, Rosemary (2004). Antiquaries: The Discovery of the Past in Eighteenth-Century Britain (em inglês). Nova Iorque & Londres: Hambledon & London Ltd. ISBN 9781852855765
- Trigger, Bruce (1996). A history of archaeological thought (em inglês). Cambridge: Cambridge University Press. ISBN 9780521328784
- Vine, Angus (2010). In Defiance of Time: Antiquarian Writing in Early Modern England (em inglês). Nova Iorque: Oxford University Press. 244 páginas. ISBN 9780199566198
- Visconti, Chiara (2015). «The Influence of Song and Qing Antiquarianism on Modern Chinese Archaeology». MING QING YANJIU XIX (em inglês). Napoli: Università degli studi di Napoli "L'Orientale". 28 páginas. ISSN 1724-8574
- White, Hayden (1995). «Introdução: A Poética da História». Meta-história: A imaginação histórica do século XIX. São Paulo: Editora da Universidade de São Paulo. 40 páginas. ISBN 9788531400537
- Williams, Kelsey (2016). The Antiquary: John Aubrey's Historical Scholarship (em inglês). Oxford: Oxford University Press. ISBN 9780198784296

### Páginas da web
- Archaeology Wordsmith (2018). «antiquarian» (em inglês). Cópia arquivada em 22 de junho de 2018
- Biblioteca digital Luso-Brasileira (2012). «Ver item». Cópia arquivada em 14 de novembro de 2017
- British Library (2018). «Antiquarianism» (em inglês). Cópia arquivada em 22 de junho de 2018
- Center for Baptist Studies (2013). «Antiquarian or historian?» (em inglês). Cópia arquivada em 22 de junho de 2018
- China Knowledge (2016). «Chinese Literature Xuanhe bogu tu 宣和博古圖» (em inglês). Cópia arquivada em 17 de setembro de 2017
- China Online Museum (2018). «Ouyang Xiu - Song Dinasty» (em inglês). Cópia arquivada em 1 de dezembro de 2017
- CINOA (2018). «ABOUT CINOA» (em inglês)
- Difference Between (2018). «Difference between Archaeologist and Antiquarian» (em inglês). Cópia arquivada em 19 de julho de 2017
- Enciclopaedia Britannica (1911). «Antiquary» (em inglês). Cópia arquivada em 22 de junho de 2018
- Enciclopaedia Britannica (2018). «Thomas Rowlandson» (em inglês). Cópia arquivada em 26 de dezembro de 2017
- Henry, Jonathan; Wyant, Chamberlain (2015a). «What is Antiquarianism?» (em inglês). Consultado em 27 de junho de 2018. Cópia arquivada em 31 de janeiro de 2018
- Henry, Jonathan; Wyant, Chamberlain (2015b). «James Bruce as an Antiquarian» (em inglês). Consultado em 27 de junho de 2018. Cópia arquivada em 17 de outubro de 2017
- Jorio, Luigi (2005). «O despertar alpino de Friedrich Nietzsche». Cópia arquivada em 22 de junho de 2018
- Mello, Evaldo (2002). «A reinvenção da história». Cópia arquivada em 22 de junho de 2018
- Michael, Matthew (2012). «"Curiosity has always been my downfall": Doctor Who and the Jamesian Ghost Story» (em inglês). Cópia arquivada em 22 de junho de 2018
- Pedrosa, Fábio Augusto (2016). «Antiquarismo: O gosto por Antiguidades e a reconstituição do passado». Cópia arquivada em 22 de junho de 2018
- Real Academia Española (2018). «anticuario» (em espanhol). Cópia arquivada em 9 de janeiro de 2017
- Salmon, Frank (2006). «Stuart as Antiquary and Archeologist in Italy and Greece» (em inglês). Cópia arquivada em 22 de junho de 2018
- Santana, Ana Lucia (2018). «Antiquário» (em inglês). Consultado em 28 de abril de 2018
- Sweet, Roey (2008). «Antiquarianism and history» (em inglês). Cópia arquivada em 2 de maio de 2017
- The Free Dictionary (2018). «antiquarian» (em inglês). Consultado em 8 de junho de 2018
- Welton (2015). «The Ghost Story, Conservative Style» (em inglês). Cópia arquivada em 22 de junho de 2018
- Theobald, Ulrich (2010). «Shiji 史記» (em inglês). Cópia arquivada em 21 de fevereiro de 2018

### Obras comentadas no artigo
- «Doxografia das Antiquitates humanae et divinae, de Varrão,» (em latim)
- «Flavio Biondo, Roma ristaurata e Italia Illustrata, edição de 1542» (em italiano)
- «Flavio Biondo, Roma trionfante, edição de 1544» (em latim)
- «William Camden, Britannia, edição de 1617» (em latim)
- «Johannes Rosinus, Antiquitatum romanarum corpus absolutissimum, edição de 1701» (em latim)
- «Diogo Barbosa Machado, Memórias para a História de Portugal, edição de 1747»
- «André de Resende, De Antiquitatibus Lusitaniae, edição de 1790»
- «Lü Dalin, Kaogu tu, edição de 1753» (em chinês)
- «Thomas Rowlandson, Veneration» (em inglês)
- «Thomas Rowlandson, The dance of death: the antiquary's last will & testament» (em inglês)
- «Thomas Rowlandson, Death and the Antiquaries» (em inglês)
- «M. R. James, An Episode of Cathedral History, audiobook no YouTube» (em inglês)

### Sociedades antiquárias na web
- «Society of Antiquaries of London» (em inglês)
- «Society of Antiquaries of Scotland» (em inglês)
- «Royal Society of Antiquaries of Ireland» (em inglês)
- «Société nationale des Antiquaires de France» (em francês)
- «American Antiquarian Society» (em inglês)
- «Associação de Antiquários do Estado de São Paulo»
- «Associação Portuguesa dos Antiquários»
- «Confédération Internationale des Négociants en Oeuvres d'Art» (em inglês)
- «East Dorset Antiquarian Society» (em inglês)